# Wahadło

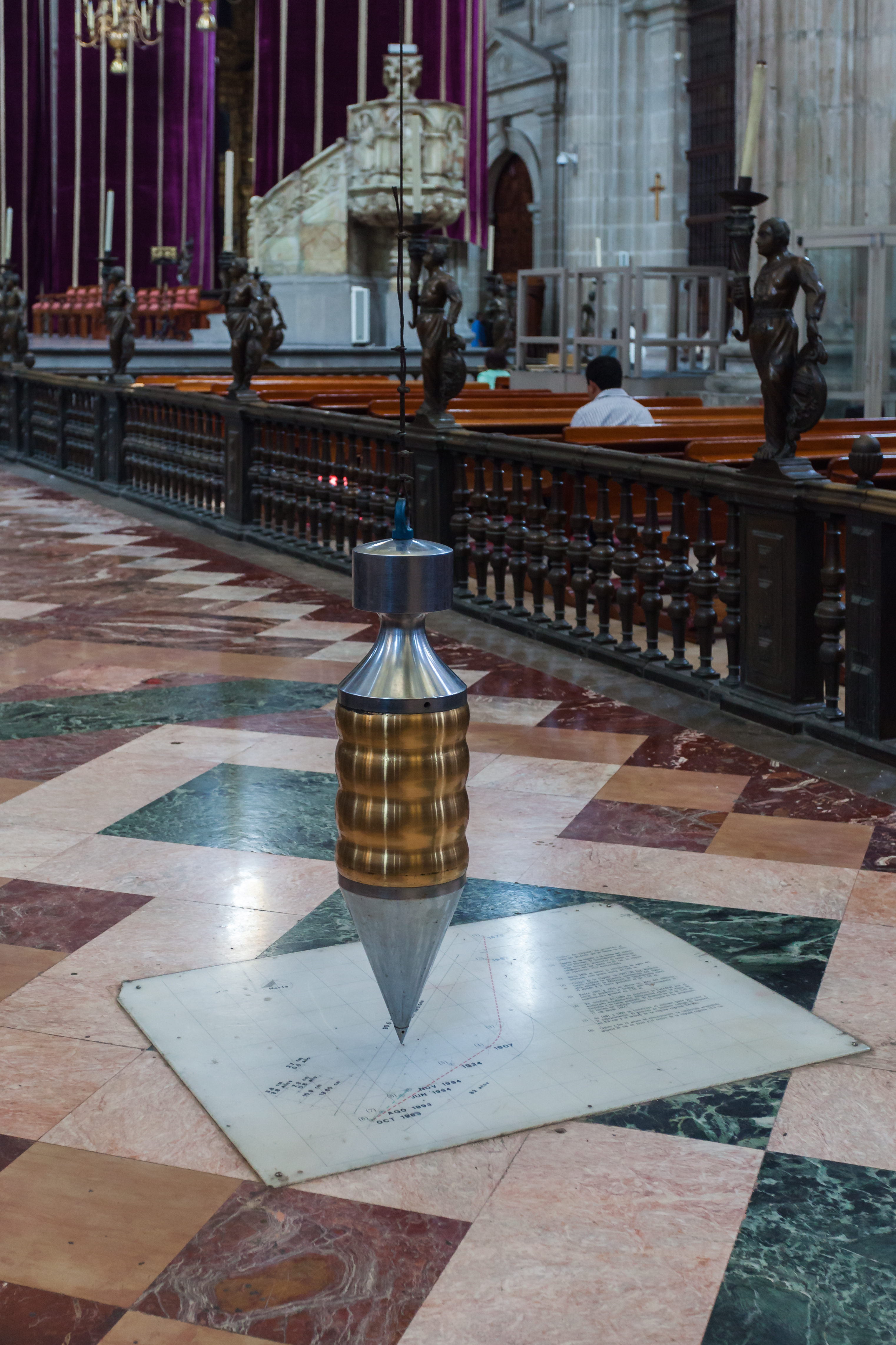
Wahadło rzeczywiste, którego ruch można opisać za pomocą modelu wahadła matematycznego (Katedra Metropolitalna, miasto Meksyk).

Wahadło – ciało zawieszone w jednorodnym polu grawitacyjnym w taki sposób, że może wykonywać drgania wokół poziomej osi nieprzechodzącej przez środek ciężkości zawieszonego ciała.
W mechanice wyróżnia się dwa podstawowe modele fizyczne wahadeł:
- matematyczne (proste) – opisujące wahadło jako punkt materialny, zawieszony na nieważkiej nici,
- fizyczne – opisujące wahadło jako bryłę sztywną.

Ważną cechą wahadeł fizycznego i matematycznego jest niemal pełna niezależność ich okresu drgań od amplitudy, przy założeniu że amplituda drgań jest mała. Własność ta, zwana izochronizmem drgań, została odkryta około 1602 roku przez Galileusza, który używał wahadła do pomiaru czasu. Zainspirowany tą zasadą Christiaan Huygens zbudował w 1656 roku pierwszy zegar wahadłowy. Zegary wahadłowe były najdokładniejszymi urządzeniami do pomiaru czasu aż do skonstruowania w latach 30. XX wieku zegarów kwarcowych.
Ogólnie wahadło jest oscylatorem anharmonicznym, jego okres drgań i inne parametry zależą od amplitudy drgań. Rozwiązanie równania ruchu wahadła upraszcza się, jeśli założy się drgania o małych amplitudach. Jednak znalezienie rozwiązania dla dowolnie dużych amplitud wymaga użycia funkcji nieelementarnej, tzw. funkcji eliptycznej sn Jacobiego. Opis ruchu wahadła komplikuje się jeszcze bardziej, gdy trzeba uwzględnić efekt tłumienia ruchu wahadła. Wtedy efektywne rozwiązanie równania drgań dla dowolnych amplitud wymaga zastosowania metod numerycznych.

## Historia
W XVII w. Galileusz w czasach swej młodości odkrył izochronizm wahadła, oraz że okres drgań zależy jako pierwiastek kwadratowy długości wahadła. Wykorzystywał wahadło do odmierzania czasu. W 1644 Marin Mersenne wyznaczył długość wahadła sekundowego (o okresie 2 sekund). Współczesny mu Stanisław Pudłowski proponował oprzeć miarę długości na zjawisku wahadła. W 1657 Huygens przedstawił i opatentował zegar wahadłowy; wynalazek szybko rozprzestrzenia się. W 1673 Huygens przedstawił teorię wahadła, w tym zależność okresu drgań wahadła od miejsca zawieszenia wahadła fizycznego (p. Jean Richer). W 1687 Isaac Newton w pracy Principia zauważył, że przyspieszenie ziemskie można wyrazić jako długość wahadła sekundowego. W 1737 Pierre Bouguer wykonał pomiary przyspieszenia ziemskiego między innymi w Andach. Zauważył, że do pomiaru przyspieszenia ziemskiego wygodniej jest określanie okresu wahania, a nie długości wahadła sekundowego (ta wcześniejszą metoda wymagała zmieniania długości wahadła tak, by otrzymać okres drgań równy 1 s). Używając wahadeł, porównał gęstość Ziemi z gęstością Kordylierów. Od 1735 Charles Marie de La Condamine prowadził eksperymenty z wahadłami, dopracowując i wykonując pomiary przyspieszenia ziemskiego w różnych miejscach. W 1792 we Francji długość wahadła sekundowego była proponowana jako jednostka długości. Pomysł nie został przyjęty w metrycznym systemie miar.  W latach 1825/27 Bessel udoskonalił układ pomiarowy oraz wprowadził układ optyczny do obserwacji ruchu wahadła. W 1817 Henry Kater skonstruował wahadło rewersyjne, dając impuls do dokładnych i bezwzględnych pomiarów przyspieszenia ziemskiego. W latach 1827–1840 Francis Baily skonstruował różne wahadła, w tym wahadło poruszające się w próżni.

## Wahadło matematyczne

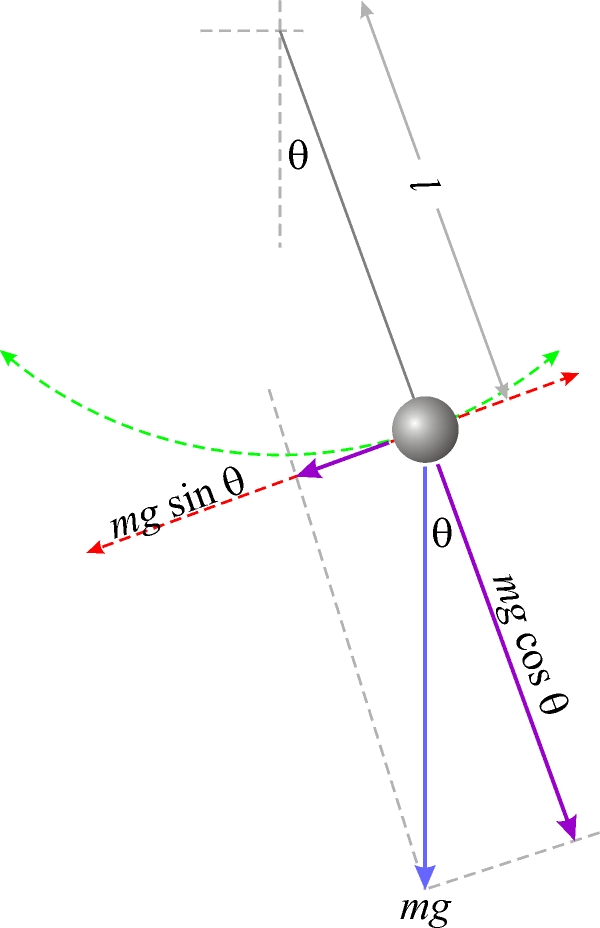
Wahadło matematyczne, rozkład siły grawitacji na składowe w układzie biegunowym.

### Definicja
Wahadłem matematycznym nazywa się punkt materialny poruszający się po okręgu w płaszczyźnie pionowej w jednorodnym polu grawitacyjnym. Wahadło rzeczywiste, złożone z ciała zawieszonego na nici, może być traktowane jako wahadło matematyczne, jeżeli spełnione są następujące założenia:
- rozmiary ciała są niewielkie w porównaniu z długością nici,
- nić jest nieważka,
- nić jest nierozciągliwa,
- wahadłu nadano prędkość początkową tak, że drga w płaszczyźnie pionowej,
- na ciało działają jedynie siła ciężkości oraz siła reakcji nici (pomijalne są inne siły, np. siła oporów ruchu ze strony powietrza).

Wahadło matematyczne stanowi szczególny przypadek wahadła fizycznego (patrz niżej).

### Równanie ruchu wahadła matematycznego
Równanie ruchu wahadła określa wzór
{\displaystyle {\frac {d^{2}\theta (t)}{dt^{2}}}+{\frac {g}{\ell }}\sin \theta (t)=0,}
gdzie:
{\displaystyle \theta (t)} – kąt odchylenia wahadła od pionu w chwili {\displaystyle t,} przy czym kąt ten przyjmują wartości dodatnie np. dla odchyleń w prawo, a ujemne dla odchyleń w lewo,
{\displaystyle g} – przyspieszenie ziemskie,
{\displaystyle \ell } – długość nici.
Wahadło jest odchylone od pionu o kąt {\displaystyle \theta }. Na ciało wahadła działa siła ciężkości, skierowana pionowo w dół,  oraz siła naprężenia nici, skierowana wzdłuż nici wahadła. Siłę ciężkości wahadła rozkłada się w układzie współrzędnych biegunowym na składową prostopadłą do kierunku ruchu o współrzędnej {\displaystyle F_{1}=mg\cos \theta } oraz składową styczną do kierunku ruchu o współrzędnej {\displaystyle F_{2}=-mg\sin \theta }. (Znak {\displaystyle -} przy współrzędnej {\displaystyle F_{2}} wynika stąd, iż siła styczna działa zawsze w stronę punktu równowagi ciała, znajdującego się w położeniu kątowym {\displaystyle \theta =0}.)
Wypadkowa sił napięcia nici {\displaystyle {\vec {T}}} oraz siły {\displaystyle {\vec {F}}_{1}} jest skierowana w kierunku punktu obrotu wahadła - siła ta pełni rolę siły dośrodkowej: nie wpływa na zmianę wartości prędkości, ale zmienia jej kierunek. Zaś składowa styczna {\displaystyle {\vec {F}}_{2}} nadaje ciału przyspieszenie wzdłuż łuku okręgu. Z II zasady dynamiki mamy:
{\displaystyle F_{2}=ma}
Stąd
{\displaystyle a=-g\sin \theta }
Załóżmy, że ciało zaczyna ruch od położenie pionowego. Jego ruch wzdłuż łuku okręgu powoduje przebycie drogi {\displaystyle s}, równej iloczynowi promienia okręgu {\displaystyle \ell }, pomnożonemu przez kąt {\displaystyle \theta } zakreślony przez promień wodzący ciała:
{\displaystyle s=\ell \theta }.
Obliczając pochodne {\displaystyle s} po czasie otrzymamy kolejno prędkość i przyśpieszenie ciała wzdłuż toru ruchu:
{\displaystyle v={\frac {ds}{dt}}=\ell {\frac {d\theta }{dt}}}
{\displaystyle a={\frac {d^{2}s}{dt^{2}}}=\ell {\frac {d^{2}\theta }{dt^{2}}}}
Porównując wzory na przyśpieszenie otrzymamy:
{\displaystyle \ell {\frac {d^{2}\theta }{dt^{2}}}=-g\sin \theta }
i ostatecznie otrzymamy równanie ruchu wahadła:
{\displaystyle {\frac {d^{2}\theta }{dt^{2}}}+{\frac {g}{\ell }}\sin \theta =0}

## Przybliżenie I równania ruchu wahadła - założenie małej amplitudy drgań

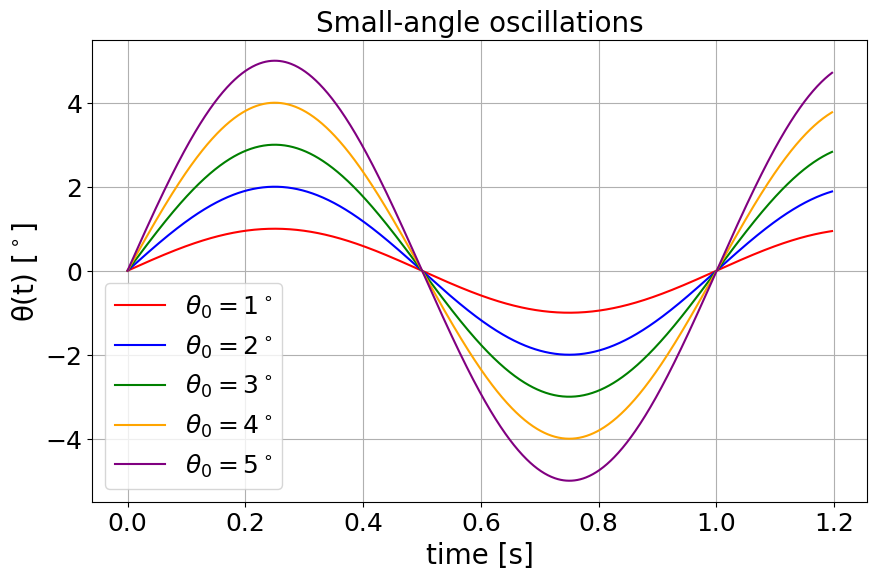
Wykresy kąta odchylenia wahadła od pionu w funkcji czasu dla wahadła "sekundowego", tj. o długości 0.25 m dla małych amplitud drgań. Okres drgań T= 1 s nie zależy od amplitudy (izochronizm drgań). Wynik uzyskano z rozwiązania nieliniowego równania wahadła.

Równanie ruchu wahadła jest równaniem różniczkowym drugiego stopnia, nieliniowym. Dokładne rozwiązanie takiego równania jest niełatwe. Tu podano pierwszy sposób znalezienia rozwiązania przybliżonego, przy założeniu że wahadło wykonuje drgania o niewielkiej amplitudzie kątowej. Przy takim założeniu funkcję sinus można przybliżyć jej argumentem (wzór Maclaurina):
{\displaystyle \sin \theta \approx \theta ,}
wówczas równanie ruchu wahadła upraszcza się do postaci
{\displaystyle {\frac {d^{2}\theta (t)}{dt^{2}}}+{\frac {g}{\ell }}\theta (t)=0.}
Powyższe równanie jest równaniem drgań harmonicznych. 

### Rozwiązanie równania dla małych drgań
(1) Rozwiązaniem powyższego równania jest zależność kąta wahań od czasu dana wzorem:
{\displaystyle \theta (t)=\theta _{0}\sin(\omega _{0}t+\varphi ),}
gdzie:
{\displaystyle \theta _{0}} – amplituda drgań,
{\displaystyle \omega _{0}={\sqrt {\frac {g}{\ell }}}} – częstość kołowa małych drgań,
{\displaystyle \varphi } – faza początkowa drgań.
(2) Dla warunków początkowych {\displaystyle \theta (0)=0} (tj. w chwili {\displaystyle t=0} wahadło przechodzi przez położenie równowagi)  otrzyma się rozwiązanie:
{\displaystyle \theta (t)=\theta _{0}\sin(\omega _{0}t)}
(3) Okres  drgań jest związany z częstością kołową wzorem
{\displaystyle T={\frac {2\pi }{\omega _{0}}}.}
Stąd otrzymuje się
{\displaystyle T=2\pi {\sqrt {\frac {\ell }{g}}}.}

### Wnioski
Z otrzymanych rozwiązań wynika, że gdy wahadło wykonuje małe drgania, to:
- zależność kąta wychylenia wahadła od czasu jest funkcją harmoniczną,
- okres drgań nie zależy od amplitudy, a jedynie od długości wahadła i przyspieszenia grawitacyjnego.

Izochronizm wahadła odkrył już Galileusz w XVI w., własność ta jest słuszna dla małych drgań.
Na wykresie pokazano rozwiązania ruchu wahadła dla małych amplitud drgań obliczone z dokładnego równania wahadła. Wyniki są zgodne z wnioskami, wyprowadzonymi tu z równania przybliżonego dla małych amplitud drgań.

## Przybliżenie II równania ruchu wahadła - dwa wyrazy szeregu Maclaurina

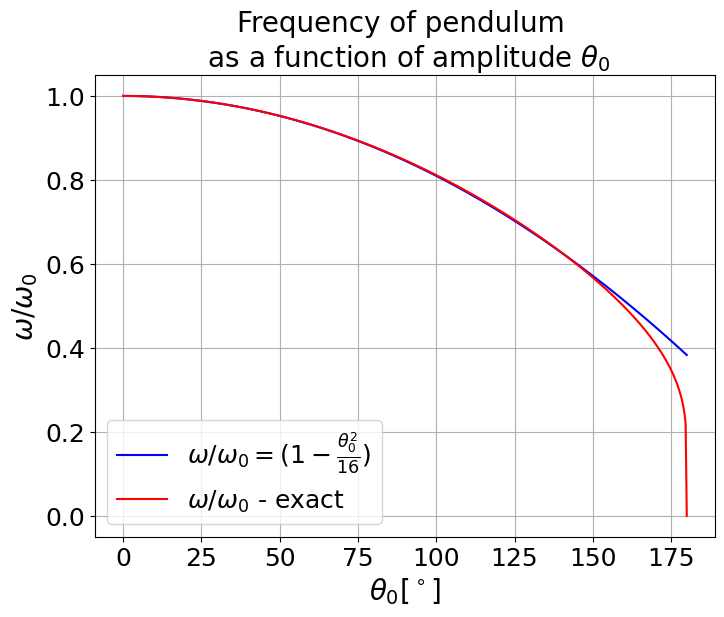
Częstotliwość drgań wahadła jako funkcja amplitudy : zależność dokładna (czerwony) i przybliżona (niebieski). Przybliżeniu do małych drgań odpowiada linia pozioma Dla amplitudy częstotliwość maleje do zera - wahadło zbliża się nieskończenie długo do położenia równowagi.

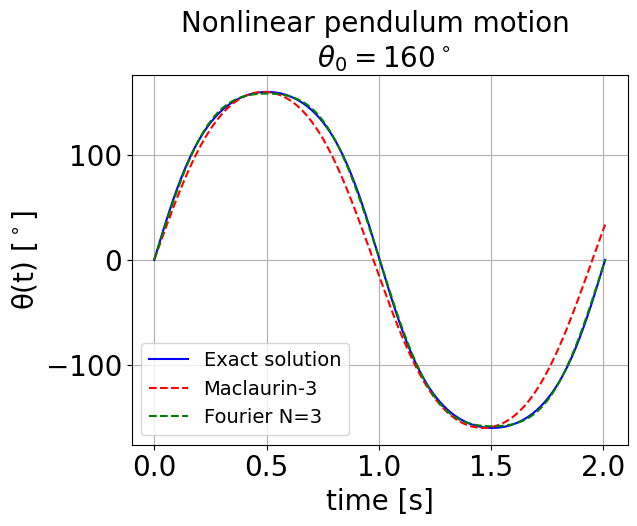
Wykres kąta odchylenia wahadła od czasu, amplituda 160 stopni - porównanie rozwiązań równania dokładnego (niebieski) i równania przybliżającego wyraz nieliniowy sumą 3 wyrazów szeregu Maclaurina (czerwony); pokazano też wykres sumy 3 początkowych wyrazów szeregu Fouriera (zielony), który znakomicie aproksymuje rozwiązanie dokładne.

Zagadnienie ruchu wahadła można rozwiązać dla dużych amplitud drgań w sposób przybliżony, przybliżając funkcję sinus do dwóch początkowych wyrazów szeregu Maclaurina: {\displaystyle \sin \theta \approx \theta -{\frac {1}{6}}\theta ^{3}}. Wówczas równanie ruchu wahadła przyjmuje postać:
{\displaystyle {\frac {d^{2}\theta }{dt^{2}}}+{\frac {g}{l}}\left(\theta -{\frac {1}{6}}\theta ^{3}\right)=0.}
Rozwiązanie tego równania ma postać (z dokładnością do wyrazów 3-go rzędu) - przy założeniu warunków początkowych {\displaystyle \theta (0)=0} (tj. w chwili {\displaystyle t=0} wahadło przechodziło przez położenie równowagi): 
{\displaystyle \theta (t)=\theta _{1}\sin \omega t+\theta _{3}\sin(3\omega t),}
gdzie:
{\displaystyle \theta _{3}={\frac {1}{3}}\left({\frac {\theta _{0}}{4}}\right)^{3}} – amplituda drgań o częstotliwości {\displaystyle 3\omega ,}
{\displaystyle \theta _{1}=\theta _{0}+\theta _{3}} – amplituda drgań o częstotliwości {\displaystyle \omega ,}
{\displaystyle \omega _{0}={\sqrt {\frac {g}{l}}}} - częstotliwość małych drgań
{\displaystyle \omega =\omega _{0}\left(1-{\frac {\theta _{0}^{2}}{16}}\right)} - częstotliwość drgań wahadła o dużej amplitudzie; {\displaystyle \omega <\omega _{0}}
Rozwiązanie powyższe wskazuje, iż wahadło matematyczne nie jest oscylatorem harmonicznym, lecz:
- ruch wahadła jest złożeniem dwóch drgań harmonicznych mających częstotliwości {\displaystyle \omega } oraz {\displaystyle 3\omega } i amplitudy odpowiednio równe {\displaystyle \theta _{1}} oraz {\displaystyle \theta _{3}}
- częstotliwość drgań {\displaystyle \omega } zależy od amplitudy {\displaystyle \theta _{0}} (nie występuje izochronizm drgań charakterystyczny dla małych amplitud)
- częstotliwość drgań jest mniejsza niż dla drgań o małej amplitudzie; częstotliwość ta maleje wraz ze wzrostem amplitudy
- amplituda {\displaystyle \theta _{1},\theta _{3}} składowych harmonicznych zależą od trzeciej potęgi amplitudy {\displaystyle \theta _{0}.}

Z drugiej strony, dla dostatecznie małych wartości {\displaystyle \theta _{0}} częstotliwość drgań {\displaystyle \omega } zbliża się do wartości {\displaystyle \omega _{0},} a amplituda wyższej harmonicznej staje się pomijalnie mała – otrzymuje się drganie harmoniczne o amplitudzie {\displaystyle \theta _{0}} i częstotliwości {\displaystyle \omega _{0},} która nie zależy od amplitudy.
Uwagi:
1. Powyższe rozwiązanie przybliżone daje częstotliwość drgań nie odbiegającą od częstotliwości rozwiązania dokładnego o więcej niż 3% dla amplitud drgań {\displaystyle <160^{\circ }.} Zależności te ilustruje wykres.
2. Jednak błąd średniokwadratowy pomiędzy przybliżonym rozwiązaniem na zależność kąta od czasu a rozwiązaniem dokładnym jest znacznie większy niż ten sam błąd obliczony dla sumy częściowej szeregu Fouriera, np. wziętej tylko dla trzech początkowych wyrazów szeregu (np. dla amplitudy {\displaystyle 160^{\circ }} błąd ten jest ponad 170 razy  większy).
3. Rozwiązanie przybliżone daje dokładność zadowalającą dla amplitud  {\displaystyle <140^{\circ }.}
4. Dokładniejsze przybliżenie uzyska się, jeśli zamiast {\displaystyle \omega =\omega _{0}(1-{\tfrac {\theta _{0}^{2}}{16}})} przyjąć {\displaystyle \omega =2\pi /T}, gdzie  {\displaystyle T(\theta _{0})=4{\sqrt {\tfrac {\ell }{g}}}\,\cdot K{\big (}\sin {\tfrac {\theta _{0}}{2}}{\big )}} - okres drgań rozwiązania ścisłego, słusznego dla dowolnych amplitud, co omówiono niżej.
5. Wtedy rozwiązanie przybliżone można traktować jako rozwiązanie analogiczne do sumy częściowej rozwinięcia w szereg Fouriera rozwiązania dokładnego {\displaystyle \theta (t)}, ograniczonej do trzech wyrazów rozwinięcia w funkcje sinusoidalne i kosinusoidalne. Ponownie jednak przybliżenie za pomocą sumy częściowej trzech wyrazów szeregu Fouriera daje znacznie mniejszy błąd średniokwadratowy aproksymacji.
6. Jest to ogólna prawidłowość, stanowiąca treść jednego z twierdzeń analizy Fourierowskiej: spośród wszystkich funkcji, przybliżających daną funkcję za pomocą skończonej kombinacji liniowej funkcji sinusoidalnych i kosinusoidalnych najmniejszy średni błąd kwadratowy aproksymacji uzyska się dla współczynników będących współczynnikami rozwinięcia danej funkcji w szereg Fouriera (por. Dokładności aproksymacji funkcji szeregiem Fouriera).

## Okres drgań wahadła dla dowolnie dużych amplitud

### Zależność czasu drgań od kąta wychylenia wahadła

Zależność okresu drgań wahadła T od amplitudy drgań

Rozwiązanie ogólnego równania ruchu wahadła dla dowolnej amplitudy {\displaystyle \theta _{0}} można podać w postaci uwikłanej:
{\displaystyle dt={\sqrt {\frac {\ell }{2g}}}{\frac {d\theta }{\sqrt {\cos \theta -\cos \theta _{0}}}}}
(wyprowadzenie tego wzoru pokazano dalej - w części Wyprowadzenie wzoru na okres drgań wahadła dla dowolnych kątów). Wykonując całkowanie w zakresie od 0 do {\displaystyle \theta } otrzymuje się zależność czasu {\displaystyle t} od kąta wychylenia wahadła:
{\displaystyle t(\theta )={\sqrt {\frac {\ell }{2g}}}\int _{0}^{\theta }{\frac {d\theta }{\sqrt {\cos \theta -\cos \theta _{0}}}}.}
Całka w powyższym wzorze jest całką eliptyczną niezupełną pierwszego rodzaju. 

### Okres drgań o dowolnej amplitudzie
Przyjmując w powyższym wzorze wartość kąta {\displaystyle \theta =\theta _{0}} w granicy górnej całki i mnożąc go przez 4 otrzyma się wzór na okres drgań wahadła o dowolnej amplitudzie drgań:
{\displaystyle T(\theta _{0})=4{\sqrt {\frac {\ell }{g}}}\,\cdot K\left(\sin {\frac {\theta _{0}}{2}}\right),}
gdzie {\displaystyle K} jest całką eliptyczną zupełną pierwszego rodzaju. 
Z własności całek eliptycznych wynika, że wartość dla {\displaystyle K\left(\sin {\tfrac {\theta _{0}}{2}}\right)} rośnie ze wzrostem argumentu {\displaystyle \sin {\tfrac {\theta _{0}}{2}}}. Okres drgań zależy więc od amplitudy {\displaystyle \theta _{0}} i rośnie wraz z jej wzrostem (aż do nieskończoności dla amplitudy drgań {\displaystyle \theta _{0}=180^{\circ }}, gdy wahadło dąży do górnego położenia w pionie). Zależność tę pokazuje wykres. Częstotliwość drgań zaś maleje od częstotliwości małych drgań {\displaystyle \omega _{0}} do 0 (por. wykres w poprzednim rozdziale).

### Obliczanie numeryczne okresu drgań wahadła
Całki eliptyczne są stablicowane (patrz np. Tabela wartości całek eliptycznych); obliczanie wartości tych całek jest także zaimplementowane w językach programowania; np. Python używa biblioteki funkcji specjalnych poprzez wywołanie instrukcji:
```
from
 
scipy.special
 
import
 
ellipk

```

zaś instrukcja licząca okres drgań ma postać
```
T
 
=
 
4
*
np
.
sqrt
(
L
/
g
)
 
*
 
ellipk
(
k
*
k
)

```

gdzie {\displaystyle k=\sin {\tfrac {\theta _{0}}{2}}} - tzw. moduł całki eliptycznej.
Uwaga: 
W Python należy liczyć wartość całki eliptycznej z {\displaystyle m=k*k} (tzw. parametr całki eliptycznej), nie z samej wartości {\displaystyle k}. 

### Rozwinięcie wzoru na okres drgań o dowolnej amplitudzie w szeregi
(1) Całkę eliptyczną w powyższym wzorze można rozwinąć w szereg Taylora względem {\displaystyle k=\sin {\Big (}{\tfrac {\theta _{0}}{2}}{\Big )}}, co prowadzi do wzoru
{\displaystyle {\begin{aligned}T(\theta _{0})&=2\pi {\sqrt {\tfrac {\ell }{g}}}\cdot \sum _{n=0}^{\infty }\left[\left({\tfrac {(2n)!}{(2^{n}\cdot n!)^{2}}}\right)^{2}\cdot \sin ^{2n}\left({\frac {\theta _{0}}{2}}\right)\right]\\&=2\pi {\sqrt {\tfrac {\ell }{g}}}\left[1+\left({\tfrac {1}{2}}\right)^{2}\cdot \sin ^{2}\left({\tfrac {\theta _{0}}{2}}\right)+\left({\tfrac {1\cdot 3}{2\cdot 4}}\right)^{2}\cdot \sin ^{4}\left({\tfrac {\theta _{0}}{2}}\right)+\left({\tfrac {1\cdot 3\cdot 5}{2\cdot 4\cdot 6}}\right)^{2}\cdot \sin ^{6}\left({\tfrac {\theta _{0}}{2}}\right)+\ldots \right]\end{aligned}}}
(2) Dokładniejsze przybliżenie uzyskuje się rozwijając całkę eliptyczną w szereg Maclaurina względem {\displaystyle \theta _{0}} (przy czym całka winna być najpierw wyrażona w bazie wielomianów Legendre'a)
{\displaystyle T(\theta _{0})=2\pi {\sqrt {\tfrac {l}{g}}}\left(1+{\tfrac {1}{16}}\theta _{0}^{2}+{\tfrac {11}{3\ 072}}\theta _{0}^{4}+{\tfrac {173}{737\ 280}}\theta _{0}^{6}+{\tfrac {22\ 931}{1\ 321\ 205\ 760}}\theta _{0}^{8}+\ldots \right).}
Gdy w powyższych wzorach pominie się wyrazy sumy poza pierwszym wyrazem, równym 1, to otrzyma się wzór na okres małych drgań wahadła (patrz wyżej). Kąt graniczny izochronizmu zależy od przyjętej dokładności; dla kąta 6° okres drgań jest o około 0,07% większy od minimalnego.
Wzór na okres drgań wahadła dla dowolnych kątów można wyprowadzić z zasady zachowania energii mechanicznej wahadła. Energia ta jest zachowana, gdy na wahadło działają jedynie siły zachowawcze, a opory ruchu nie występują, co tutaj zakłada się.
Jeżeli wahadło znajdowało się początkowo w położeniu {\displaystyle y_{0}=\ell \cos \theta _{0}} i opadło do położenia {\displaystyle y_{1}=\ell \cos \theta } (por. rysunek), to nastąpiła zmiana jego wysokości o wielkość {\displaystyle h} daną wzorem
{\displaystyle h=\ell \cos \theta -\ell \cos \theta _{0}}
Zmiana wysokości wahadła powoduje ubytek jego energii potencjalnej grawitacji oraz równy mu przyrost energii kinetycznej, 
{\displaystyle \Delta E_{p}=\Delta E_{k}}
czyli
{\displaystyle {\frac {1}{2}}mv^{2}=mgh,}
gdzie {\displaystyle v} - prędkość, jaką uzyskało wahadło. Stąd mamy
{\displaystyle v={\sqrt {2gh}}.}
Ponieważ
{\displaystyle v=\ell {\frac {d\theta }{dt}},}
gdzie {\displaystyle {\frac {d\theta }{dt}}} jest prędkością kątowa wahadła, mierzoną względem jego punktu zamocowania, to z porównania powyższych wzorów otrzymuje się
{\displaystyle {\frac {d\theta }{dt}}={\frac {1}{\ell }}{\sqrt {2gh}}}
Wstawiając do powyższego wzoru wyprowadzoną wcześniej zależność {\displaystyle h=\ell \cos \theta -\ell \cos \theta _{0}} otrzymuje się
{\displaystyle {\frac {d\theta }{dt}}={\sqrt {{\frac {2g}{\ell }}\left(\cos \theta -\cos \theta _{0}\right)}}}
Stąd
{\displaystyle dt={\sqrt {\frac {\ell }{2g}}}{\frac {d\theta }{\sqrt {\cos \theta -\cos \theta _{0}}}}}
Okres wahań {\displaystyle T} otrzyma się całkując powyższe równanie w granicach od 0 do {\displaystyle \theta _{0}} i mnożąc całkę przez 4 (wahadło wraca do początku ruchu po 4 takich ruchach):
{\displaystyle T=4{\sqrt {\frac {\ell }{2g}}}\int _{0}^{\theta _{0}}{\frac {d\theta }{\sqrt {\cos \theta -\cos \theta _{0}}}}.}
Całka występująca w powyższym wzorze jest całką eliptyczną. Aby przepisać ją do postaci Legendre’a, której używa się standardowo w tablicach wartości tych całek (por. niżej) oraz w językach programowania (np. w Python, C++), wprowadza się nową zmienną {\displaystyle u}, taką że {\displaystyle \sin {u}={\tfrac {\sin {\frac {\theta }{2}}}{\sin {\frac {\theta _{0}}{2}}}};} ostatecznie otrzymuje się wzór na okres drgań wahadła
{\displaystyle T=4{\sqrt {\frac {\ell }{g}}}\,{\text{K}}{\Big (}\sin {\tfrac {\theta _{0}}{2}}{\Big )}}
gdzie {\displaystyle K} jest całką eliptyczną zupełną pierwszego rodzaju zdefiniowaną wzorem:
{\displaystyle {\text{K}}(k)=F\left({\frac {\pi }{2}},k\right)=\int _{0}^{\pi /2}{\frac {1}{\sqrt {1-k^{2}\sin ^{2}u}}}\,du}
przy czym 
{\displaystyle k=\sin {\tfrac {\theta _{0}}{2}}} - tzw. moduł całki eliptycznej.
Całkę {\displaystyle K(k)} można rozwinąć w szereg względem modułu eliptycznego {\displaystyle k}
{\displaystyle {\text{K}}(k)={\frac {\pi }{2}}\left\{1+\sum _{n=1}^{\infty }\left[\left({\frac {(2n)!}{(2^{n}\cdot n!)^{2}}}\right)^{2}\cdot k^{2n}\right]\right\},}
co prowadzi do wzoru na okres drgań wyrażony przez szereg, podany wyżej.
Różniczkując względem czasu wyprowadzone wyżej równanie na prędkość kątową {\displaystyle {\frac {d\theta }{dt}}={\sqrt {{\frac {2g}{\ell }}\left(\cos \theta -\cos \theta _{0}\right)}}} (z użyciem reguły łańcuchowej) otrzyma się przyspieszenie kątowe
{\displaystyle {\frac {d}{dt}}{\frac {d\theta }{dt}}={\frac {d}{dt}}{\sqrt {{\frac {2g}{\ell }}\left(\cos \theta -\cos \theta _{0}\right)}}}
czyli
{\displaystyle {\begin{aligned}{\frac {d^{2}\theta }{dt^{2}}}&={\frac {1}{2}}{\frac {-(2g/\ell )\sin \theta }{\sqrt {(2g/\ell )\left(\cos \theta -\cos \theta _{0}\right)}}}{\frac {d\theta }{dt}}\\&={\frac {1}{2}}{\frac {-(2g/\ell )\sin \theta }{\sqrt {(2g/\ell )\left(\cos \theta -\cos \theta _{0}\right)}}}{\sqrt {{\frac {2g}{\ell }}\left(\cos \theta -\cos \theta _{0}\right)}}=-{\frac {g}{\ell }}\sin \theta .\end{aligned}}}
Stąd:
{\displaystyle {\frac {d^{2}\theta }{dt^{2}}}+{\frac {g}{\ell }}\sin \theta =0,}
co jest tym samym równaniem, które zostało wyprowadzone wcześniej z analizy sił.

## Dokładne rozwiązanie równania ruchu wahadła dla dowolnych amplitud - ruch oscylacyjny

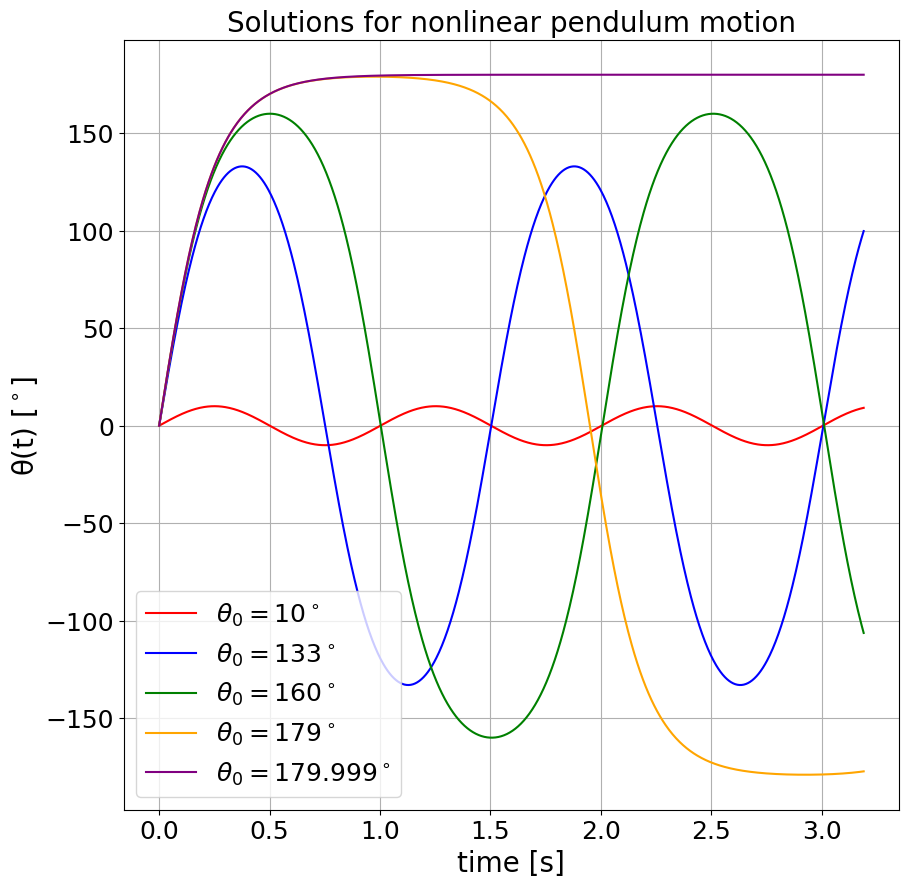
Rozwiązania analityczne nieliniowego równania ruchu wahadła dla różnych amplitud kątowych za pomocą funkcji sinus amplitudy Jacobiego dla wahadła "sekundowego", tj. o długości 0.25 m i okresie małych drgań T= 1 s. Dla amplitudy 10° okres drgań niewiele odbiega od okresu dla małych drgań, a wykres jest sinusoidą. Dla amplitudy 133° okres T=1.5 s, czyli jest 50% dłuższy. Dla amplitudy 160° okres T=3 s, czyli jest 100% dłuższy. Dla 179.999° obliczenia numeryczne sugerują, iż wahadło wykazuje ruch pełzający (jest to efektem zaokrągleń numerycznych, de facto drgania są oscylacyjne dla amplitud < 180°). Warunki początkowe (a).

Omówiony zostanie tu przypadek ruchu oscylacyjnego wahadła, tj. dla amplitud drgań {\displaystyle \theta _{0}<180^{\circ }}. (Przypadek ruchu o amplitudzie {\displaystyle \theta _{0}=180^{\circ }}, tzw. ruch asymptotyczny, omówiono dalej.) Jawną zależności kąta wychylenia wahadła od czasu {\displaystyle \theta (t)} dla dowolnie dużych amplitud w ruchu oscylacyjnym uzyskuje się obliczając funkcję odwrotną do funkcji {\displaystyle t(\theta )} podaną w poprzednim rozdziale, przy czym wykorzystuje się funkcję sinus amplitudy Jacobiego.  
(a) Jeżeli zada się warunki początkowe {\displaystyle \theta (0)=0}, {\displaystyle \Omega _{0}={\tfrac {d\theta (t)}{dt}}{\big |}_{t=0}\neq 0} (tj. w chwili {\displaystyle t=0} wahadło w pionie oraz posiada zadaną prędkość kątową), to rozwiązanie ogólne wyraża się przez funkcję sinus amplitudy Jacobiego {\displaystyle \operatorname {sn} }:
{\displaystyle \theta (t)=2\arcsin {\Big [}k\cdot \operatorname {sn} {\Big (}k;\omega _{0}t{\Big )}{\Big ]}},
gdzie :
- {\displaystyle \omega _{0}={\sqrt {\tfrac {g}{l}}}}
- {\displaystyle k={\tfrac {\Omega _{0}}{2\omega _{0}}}<1}

(b) Jeżeli zada się warunki początkowe {\displaystyle \theta (0)=\theta _{0}}, {\displaystyle \Omega _{0}={\tfrac {d\theta (t)}{dt}}{\big |}_{t=0}=0} (tj. w chwili {\displaystyle t=0} wahadło odchylone od pionu o maksymalny kąt {\displaystyle \theta _{0}}), to rozwiązanie ogólne wyraża się przez funkcję sinus amplitudy Jacobiego, ale trzeba dokonać przesunięcia wykresu "w tył" na osi czasu 
{\displaystyle \theta (t)=2\arcsin {\big [}k\cdot \operatorname {sn} {\big (}k;\omega _{0}(t+T/4){\big )}{\big ]}}
gdzie:
- {\displaystyle k=\sin {\tfrac {\theta _{0}}{2}}}
- {\displaystyle T(\theta _{0})={\frac {4}{\omega _{0}}}\,\cdot K(k)} - okres drgań wahadła

Uwaga 1:

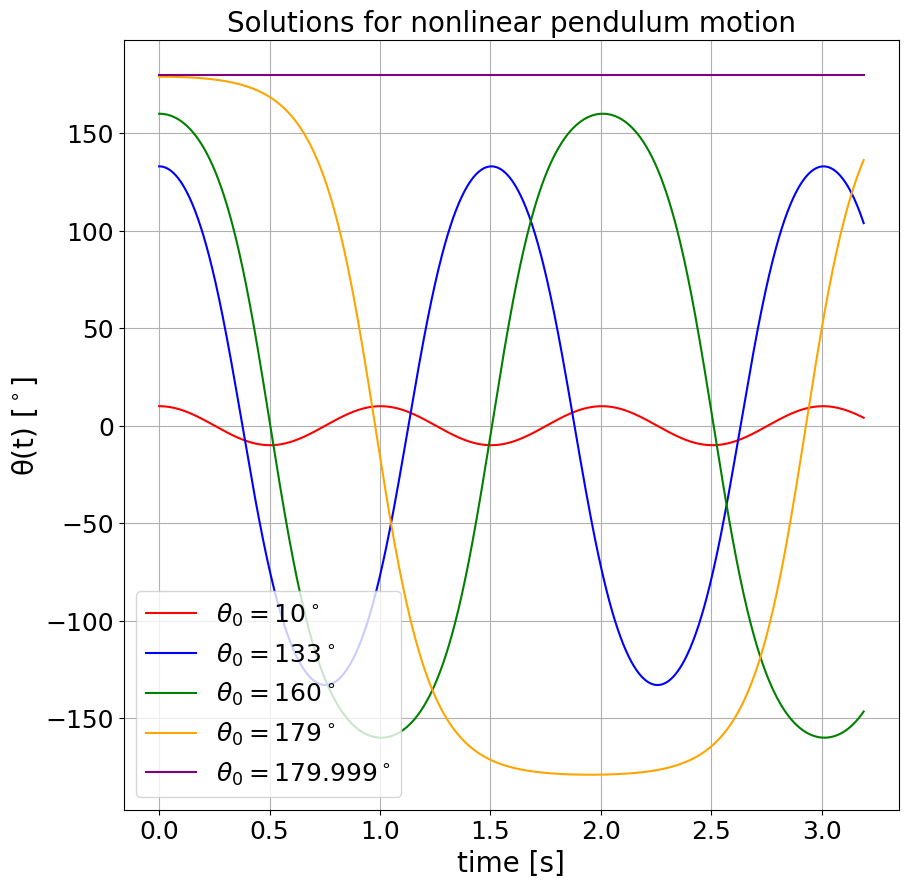
Wykresy dla różnych amplitud dla wahadła "sekundowego"; warunki początkowe (b).Dla małych drgań wykres jest kosinusoidą

Ruch oscylacyjny zachodzi dla amplitud drgań {\displaystyle \theta _{0}<180^{\circ }}. Z zależności {\displaystyle k=\sin {\tfrac {\theta _{0}}{2}}} wynika, że dla ruchu oscylacyjnego  {\displaystyle k<1}.
Uwaga 2:
Zachodzi równość {\displaystyle k=\sin {\tfrac {\theta _{0}}{2}}={\tfrac {\Omega _{0}}{2\omega _{0}}}}, jeżeli dla amplitudy drgań {\displaystyle \theta _{0}} prędkość kątowa wahadła wynosi {\displaystyle \Omega _{0}}, gdy przechodzi przez położenie równowagi. (Związek ten łatwo wyprowadzić z zasady zachowania energii.) Ma to znaczenie praktyczne: łatwiej zadać amplitudę drgań wahadła, niż jego prędkość kątową, a i tak ruch będzie poprawnie odtworzony przy założeniu warunków początkowych (a).
Uwaga 3: Ogólne warunki początkowe a ruch oscylacyjny wahadła
Warunki {\displaystyle \theta _{0}<180^{\circ }} oraz {\displaystyle \Omega _{0}<2\omega _{0}} określają, kiedy zachodzi ruch oscylacyjny dla przypadków (a) i (b) warunków początkowych. W ogólnosci warunki początkowe można zadać poprzez określenie dowolnego położenia kątowego {\displaystyle \theta (0)} i dowolnej prędkości kątowej {\displaystyle \Omega (0)} wahadła w chwili {\displaystyle t=0}. To, jaki rodzaj ruchu będzie wykonywać wahadło dla tych ogólnych warunków początkowych, można określić rozważając energię mechaniczną wahadła, co zostało omówione dalej. 
Uwaga 4: Precyzja obliczeń numerycznych
Na zamieszczonych tu wykresach {\displaystyle \theta (t)} dla amplitudy {\displaystyle \theta _{0}=179.999^{\circ }} obliczenia numeryczne sugerują, iż wahadło wykazuje ruch pełzający, pomimo że rozwiązania analityczne wskazują, że wahadło wykonuje wtedy drgania oscylacyjne (jest tak dla amplitud dowolnie mniejszych od 180°). Otrzymany wynik numeryczny jest efektem zaokrągleń numerycznych (por. np. epsilon maszynowy). Zwiększenie precyzji obliczeń może być osiągnięte za pomocą oprogramowania współczesnej arytmetyki dowolnej precyzji, która pozwala prowadzić obliczenia z dokładnością do wielu tysięcy cyfr znaczących, a jedyne ograniczenie stanowi dostępna pomięć komputera.  

### Generowanie wykresów drgań z użyciem funkcji sinus amplitudy Jacobiego
Zamieszczony tu program w języku Python generuje wykresy {\displaystyle \theta (t)} dla dowolnych amplitud {\displaystyle \theta _{0}\in <0,180)}; program korzysta m.in. z biblioteki scipy.special do liczenia całek eliptycznych oraz funkcji sn amplitudy Jacobiego. Program można testować, korzystając np. z darmowego notatnika colab google online.
```
import
 
numpy
 
as
 
np

import
 
matplotlib.pyplot
 
as
 
plt

from
 
scipy.special
 
import
 
ellipk
,
 
ellipj

# Constants (can be changed)  ---------------------

theta_0_deg_list
 
=
 
[
10
,
 
133
,
 
160
,
 
179.99999
]
 
# List of amplitudes in degrees

time_max
 
=
 
3.2
    
# Time range in seconds

time_steps
 
=
 
1000

plt
.
figure
(
figsize
=
(
10
,
 
10
))
 
# Size of a plot

g
 
=
 
9.81
          
# Acceleration due to gravity (m/s^2)

L
 
=
 
0.25
          
# Length of the pendulum (m)

T_0
 
=
 
4
 
*
 
np
.
sqrt
(
L
 
/
 
g
)
 
*
 
ellipk
(
0
)
      
# Period for small amplitudes

# Calculations  ---------------------

t
 
=
 
np
.
linspace
(
0
,
 
time_max
,
 
time_steps
)
  
# Time array

for
 
theta_0_deg
 
in
 
theta_0_deg_list
:
      
# Loop through each amplitude theta_0

    
theta_0
 
=
 
np
.
radians
(
theta_0_deg
)
     
# Convert to radians

    
k
 
=
 
np
.
sin
(
theta_0
 
/
 
2
)
               
# Elliptic modulus

    
T
 
=
 
4
*
np
.
sqrt
(
L
/
g
)
 
*
 
ellipk
(
k
**
2
)
/
T_0
 
# Period of the pendulum

    
t_0
 
=
 
0
 
#T/4                          # Time shift (can be changed)

    
u
 
=
 
np
.
sqrt
(
g
/
L
)
 
*
 
(
t
+
t_0
)
            
# Time parameter for theta_0

    
sn
,
 
cn
,
 
dn
,
 
ph
 
=
 
ellipj
(
u
,
 
k
**
2
)
      
# The Jacobi elliptic functions

    
theta
 
=
 
2
 
*
 
np
.
arcsin
(
k
 
*
 
sn
)
         
# Theta as a function of time

    
# Plotting the result for theta_0

    
plt
.
plot
(
t
/
T_0
,
 
np
.
degrees
(
theta
),
 
label
=
r
'$\theta_0 = 
{}
^\circ$'
.
format
(
theta_0_deg
))

# Plot customization

plt
.
xlabel
(
'time (s)'
,
 
fontsize
=
20
)

plt
.
ylabel
(
'θ(t) [$
{}
^\circ$]'
,
 
fontsize
=
20
)

plt
.
title
(
'Nonlinear pendulum solutions for different amplitudes'
,
 
fontsize
=
20
)

plt
.
grid
(
True
)

plt
.
legend
(
fontsize
=
18
)

plt
.
tick_params
(
axis
=
'both'
,
 
which
=
'major'
,
 
labelsize
=
18
)

plt
.
show
()

```

## Analiza Fourierowska drgań wahadła

### Podstawowe wzory analizy Fourierowskiej

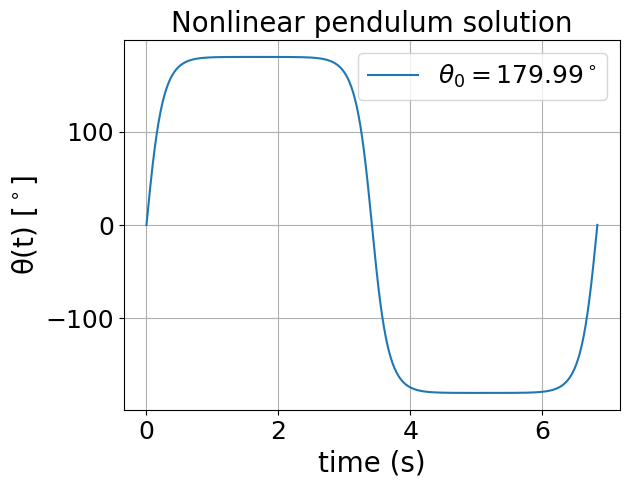

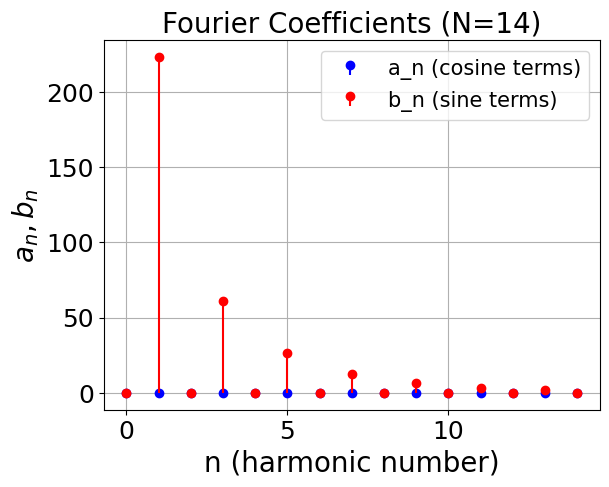
Współczynniki Fouriera - nieliniowy ruch wahadła matematycznego o amplitudzie ° i długości m. Widać, iż dla tego ruchu występują tylko nieparzyste składowe sinusoidalne. Oprócz składowej sinusoidalnej o podstawowej częstotliwości, gdzie s występują składowe o częstotliwościach, itd. o znacznych amplitudach, co wskazuje na silną anharmoniczność drgań. Zauważ, że okres małych drgań (harmonicznych) wynosiłby s. (W obliczeniach współczynników Fouriera użyto klasycznych wzorów całkowych.)

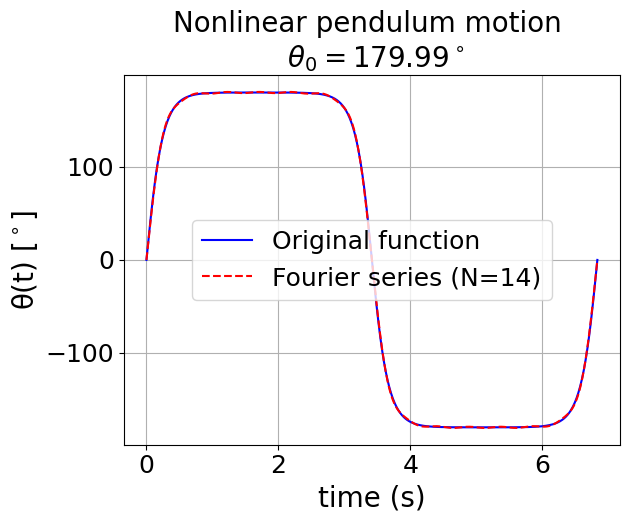
Zależność kąta wychylenia wahadła od czasu dla amplitudy ° i aproksymacja sumą częściową szeregu Fouriera z N= 14 wyrazami. Wykresy praktycznie pokrywają się (widać to dokładnie przy powiększeniu). Mniejsza liczba wyrazów nie daje już tak dobrego przybliżenia.

Znając zależność kąta wychylenia od czasu {\displaystyle \theta (t)} można rozwinąć ją w szereg Fouriera:
{\displaystyle \theta (t)={\frac {a_{0}}{2}}+\sum _{n=1}^{\infty }\,[a_{n}\cos(n\omega t)+b_{n}\sin(n\omega t)],}
gdzie:
{\displaystyle a_{n}={\frac {2}{T}}\int \limits _{-T/2}^{T/2}\theta (t)\cos \left(\omega \,nt\right)dt,\quad n=0,1,2,3,\dots ,}
{\displaystyle b_{n}={\frac {2}{T}}\int \limits _{-T/2}^{T/2}\theta (t)\sin \left(\omega \,nt\right)dt,\quad n=1,2,3,\dots }
{\displaystyle T} - okres drgań wahadła (dla dowolnej amplitudy drgań),
{\displaystyle \omega ={\tfrac {2\pi }{T}}} - podstawowa częstość kołowa w rozwinięciu funkcji w szereg Fouriera

### Widmo Fouriera oscylacji zaczynających się od położenia równowagi
Załóżmy, że wahadło zaczyna ruch od najniższego położenia pionowego i wykonuje oscylacje o dużej amplitudzie {\displaystyle \theta _{0}=179.99^{\circ }}. Na rysunkach pokazano wykres zależności kąta wahadła od czasu, widmo Fouriera oraz przybliżenie sumą częściową szeregu Fouriera zawierającą wyrazy o indeksach {\displaystyle n=0,1,\dots ,14}:
{\displaystyle \theta (t)\approx S_{14}(t)=\sum _{n=0}^{14}[a_{n}\cos(n\omega t)+b_{n}\sin(n\omega t)]}
Z analizy Fouriera widać, że wszystkie współczynniki {\displaystyle a_{n}} zerują się (co oznacza, że widmo Fouriera nie ma składowych kosinusoidalnych), zaś niezerowe współczynniki  {\displaystyle b_{n}} mają indeksy nieparzyste. Dla drgań o bardzo dużej amplitudzie zależność kąta wahadła od czasu zawiera  więc wiele składowych harmonicznych - w tym wypadku składowych sinusoidalnych {\displaystyle \sin n\omega } o częstotliwościach {\displaystyle n=1,3,5,\ldots } razy większych od częstotliwości podstawowej {\displaystyle \omega }. W ogólności mamy  
{\displaystyle \theta (t)=\sum _{n\geq 1\,nieparzyste}^{\infty }b_{n}\sin(n\omega t)}
Wynik ten oznacza, iż dla wahadła rozpoczynającego ruch w chwili {\displaystyle t=0} od położenia równowagi zależność kąta odchylenia wahadła od pionu jest nieparzystą funkcją czasu, tj. {\displaystyle \theta (-t)=-\theta (t).} Ponadto, dla dużych amplitud drgań częstotliwość podstawowa {\displaystyle \omega } jest mniejsza niż dla małych drgań, gdyż rośnie okres drgań {\displaystyle T} ze wzrostem amplitudy, więc częstotliwość maleje. Własności te uwidaczniają wykresy.  

### Widmo Fouriera oscylacji zaczynających się od maksymalnego wychylenia
Dla wahadła rozpoczynającego ruch w chwili {\displaystyle t=0} od maksymalnego wychylenia kątowego, zależność kąta odchylenia wahadła od pionu jest parzystą funkcją czasu, tj. {\displaystyle \theta (-t)=\theta (t)} i dlatego współczynniki {\displaystyle b_{n}} w szeregu Fouriera są równe zero. Ponadto, współczynniki {\displaystyle a_{n}} o parzystych indeksach zerują się, w tym składowa {\displaystyle a_{0}}. Stąd otrzymuje się
{\displaystyle \theta (t)=\sum _{n\geq 1\,nieparzyste}^{\infty }a_{n}\cos(n\,\omega t)}
tj. w widmie Fouriera takiego ruchu wahadła występują składowe harmoniczne {\displaystyle \cos n\omega } o częstotliwościach {\displaystyle n=1,3,5,\ldots } razy większych od częstotliwości podstawowej {\displaystyle \omega }. 

### Widmo Fourierowskie dowolnych drgań wahadła
Z analizy Fourierowskiej wynika, że dokładne rozwiązanie równania ruchu wahadła zawiera nie jedną harmoniczną (jaką otrzymuje się w przybliżeniu funkcji sinus jednym wyrazem szeregu Maclaurina, tj. przyjmując {\displaystyle \sin \theta \approx \theta } - przy założeniu małych drgań), nie dwie harmoniczne (co otrzymuje się w rozwinięciu Maclaurina dwoma wyrazami, tj. przyjmując {\displaystyle \sin \theta \approx \theta -{\frac {1}{6}}\theta ^{3}}), ale w ogólności składowych harmonicznych jest nieskończenie wiele. Amplitudy wyższych harmonicznych są określone przez współczynniki szeregu Fouriera. Wyższe harmoniczne mają coraz mniejsze amplitudy.

## Rozwiązanie dokładne za pomocą nomu eliptycznego

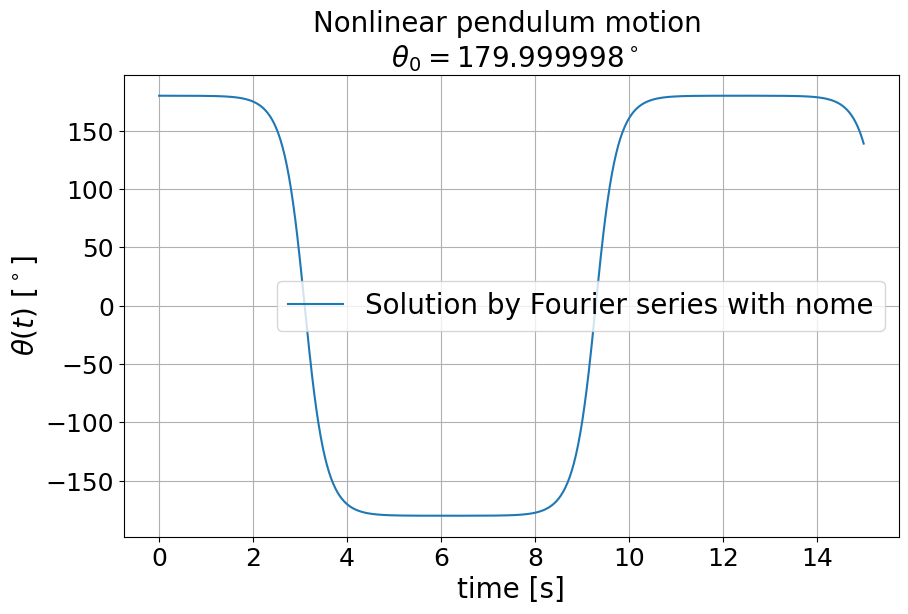
Rozwiązanie ruchu wahadła za pomocą sumy Fouriera z nomem eliptycznym - ekstremalnie duża amplituda 179.999998 stopni.

Niezwykle dokładne rozwiązanie {\displaystyle \theta (t)} równania wahadła otrzymuje się za pomocą szeregu Fouriera, w którym współczynniki całkowe {\displaystyle a_{n}} i {\displaystyle b_{n}} Fouriera przybliża się za pomocą tzw. nomu eliptycznego. Dla warunków początkowych (b) szereg ten ma postać
{\displaystyle \theta (t)=\sum _{n\geq 1{\text{  nieparzyste}}}8\cdot {\frac {(-1)^{\left\lfloor {n/2}\right\rfloor }}{n}}{\frac {q^{n/2}}{1+q^{n}}}\cos(n\omega t)}
gdzie:
- {\displaystyle \theta _{0}} - amplituda drgań wahadła
- {\displaystyle k=\sin(\theta _{0}/2)}  - moduł
- {\displaystyle K({\sqrt {1-k^{2}}}),K(k)}  - całki eliptyczne zupełne 1. rzędu
- {\displaystyle q=\exp \left({-\pi K({\sqrt {1-k^{2}}}){\big /}K(k)}\right)} - tzw. nom eliptyczny
- {\displaystyle T=4{\sqrt {\tfrac {\ell }{g}}}\,\cdot K(k)} - okres drgań (zależny od amplitudy {\displaystyle \theta _{0}} poprzez moduł k), {\displaystyle \omega =2\pi /T} - częstotliwość drgań
- [n/2] oznacza tu dzielenie całkowite liczby n; np. dla liczb nieparzystych {\displaystyle n=1,3,5}  mamy:{\displaystyle [1/2]=0,[3/2]=1,[5/2]=2.}

Definiując
{\displaystyle \varepsilon ={\tfrac {1}{2}}\cdot {\tfrac {1-{\sqrt {\cos(\theta _{0}/2)}}}{1+{\sqrt {\cos(\theta _{0}/2)}}}}}
{\displaystyle q} można przybliżyć wyrażeniem
{\displaystyle q=\varepsilon +2\varepsilon ^{5}+15\varepsilon ^{9}+150\varepsilon ^{13}+1707\varepsilon ^{17}+20910\varepsilon ^{21}+\cdots }
Ponieważ {\displaystyle \varepsilon <{\tfrac {1}{2}}} dla {\displaystyle \theta _{0}<\pi }, dlatego przybliżenie to jest znakomite nawet dla ekstremalnie dużych amplitud, bliskich {\displaystyle \pi [{\text{rad}}]=180^{\circ }.} Przykładową dokładności tej metody pokazuje wykres, gdzie uzyskano wynik obliczeń dla kąta {\displaystyle \theta (t)}=179.999998 stopni. 
Uwaga: Takiej dokładności obliczeń jak tu pokazanych nie da się uzyskać za pomocą funkcji eliptycznej sn Jacobiego z biblioteki funkcji specjalnych języka Python (por. wykresy wyżej pokazane).  

## Ruch asymptotyczny wahadła

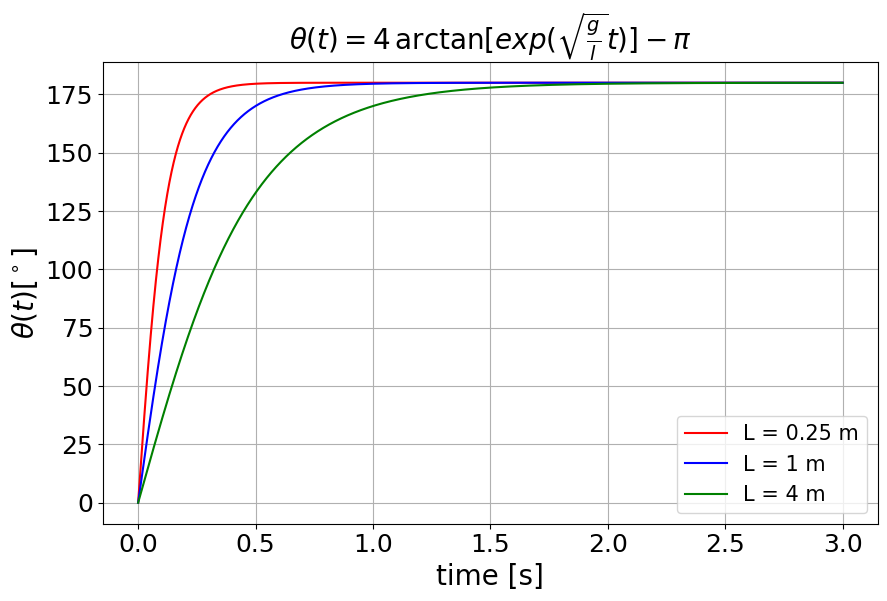
Ruch asymptotyczny wahadeł o trzech różnych długościach.

Załóżmy, że wahadłu o długości {\displaystyle l}, wiszącemu w pozycji pionowej, nadano energię kinetyczną {\displaystyle E_{k0}={\tfrac {mv_{0}^{2}}{2}}} równą energii potencjalnej {\displaystyle E_{p\,{\text{max}}}=2mgl}, jaką ma wahadło w pozycji odwróconej, w górnym położeniu; z porównania obu wzorów wynika, że prędkość początkowa wahadła {\displaystyle v_{0}} ma wartość
{\displaystyle v_{0}=2{\sqrt {gl}}}
Prędkość kątową początkową wahadła określa wzór {\displaystyle \Omega _{0}=v_{0}/l}; stąd
{\displaystyle \Omega _{0}=2\omega _{0}}
Rozwiązanie równania ruchu wahadła w takiej sytuacji przyjmuje postać 
{\displaystyle \theta (t)=4\arctan \,[e^{\omega _{0}t}]-\pi }
gdzie {\displaystyle \omega _{0}={\sqrt {\tfrac {g}{l}}}}.
Z równania tego wynika, że dla czasu {\displaystyle t} dążącego do nieskończoności kąt odchylenia wahadła {\displaystyle \theta (t)} będzie asymptotycznie zbliżać się do wartości {\displaystyle \pi } [rad]{\displaystyle =180^{\circ }}, w której wahadło będzie w odwróconej pozycji; z faktu, iż ruch ten będzie trwał nieskończenie długo wynika, że ruch ten będzie odbywał się z coraz mniejszą prędkością. Ruch taki nazywa się ruchem asymptotycznym lub pełzającym. Jak widać, ruch ten jest aperiodyczny .

## Ruch obrotowy wahadła

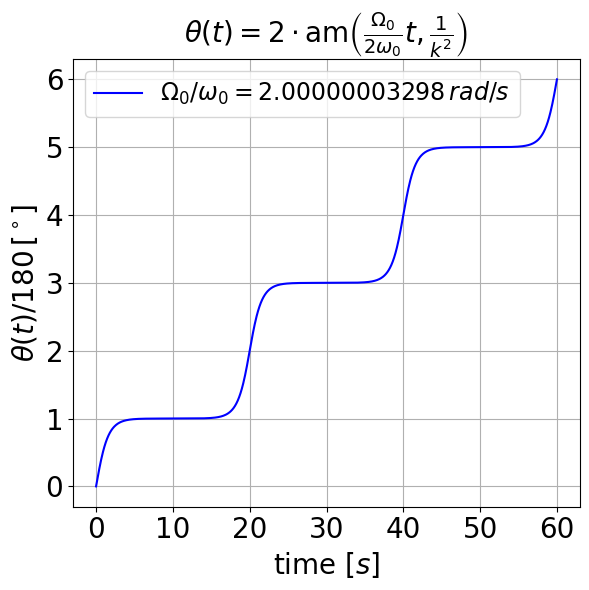
Wykres kąta obrotu wahadła (liczony w liczbie zakreślonych połówek pełnego obrotu) w zależności od czasu; ruch obrotowy; okres obrotu T= 18.9 s.

W przypadku ruchu obrotowego wahadła jego położenie kątowe {\displaystyle \theta (t)} opisuje funkcja 
{\displaystyle \theta (t)=2\cdot \mathrm {am} \left({\frac {1}{k}},\omega _{0}t\right)}
gdzie:
{\displaystyle \mathrm {am} ()} - funkcja amplitudy Jakobiego
{\displaystyle \omega _{0}={\sqrt {\tfrac {g}{l}}}}
{\displaystyle k={\frac {\Omega _{0}}{2\omega _{0}}}>1} - odwrotność modułu funkcji eliptycznych Jacobiego
{\displaystyle \Omega _{0}} - prędkość kątowa wahadła w chwili, gdy było w dolnym położeniu
Aby wahadło wykonywało ruch obrotowy, to jego początkowa prędkość kątowa musi spełniać warunek {\displaystyle \Omega _{0}>2\omega _{0}}, co oznacza, że ruch obrotowy odbywa się przy odpowiednio dużej energii całkowitej, większej niż energia potencjalna wahadła, gdy jest w górnym, najwyższym położeniu. (Zależność tę łatwo wyprowadzić na podstawie rozważań z poprzedniego rozdziału.) Stąd wynika podany wyżej warunek, że {\displaystyle k={\tfrac {\Omega _{0}}{2\omega _{0}}}>1}.
Z wykresu widać, że położenie kątowe wahadła rośnie z upływem czasu - ruch bowiem odbywa się stale w tę samą stronę, przeciwnie niż ma to miejsce w przypadku oscylacji.
Okres ruchu obrotowego wahadła wyraża się wzorem 
{\displaystyle T={\frac {4}{\Omega _{0}}}K\left({\frac {1}{k}}\right)}
gdzie {\displaystyle K} to całka  eliptyczna zupełna pierwszego rodzaju. Przez okres ruchu rozumie się w tym przypadku wykonanie przez wahadło pełnego obrotu wokół punktu zamocowania. Z wzoru tego wynika, że im większa jest początkowa prędkość kątowa {\displaystyle \Omega _{0},} to tym krótszy jest okres obrotu, co jest oczywiste.  
Dla bardzo dużych wartości {\displaystyle \Omega _{0}} wartość modułu {\displaystyle {\tfrac {1}{k}}={\tfrac {2\omega _{0}}{\Omega _{0}}}<<1} - wtedy można przybliżyć całkę eliptyczną do zerowego wyrazu rozwinięcia w szereg, tj. {\displaystyle K\left({\tfrac {1}{k}}\right)\approx {\tfrac {\pi }{2}}}. Wtedy {\displaystyle T={\tfrac {2\pi }{\Omega _{0}}}} - wynik ten mówi, że gdy prędkość początkowa jest bardzo duża, to wahadło nie odczuwa wpływu siły ciążenia. 
Uwagi:
(1) Wartość całki eliptycznej we wzorze na okres ruchu oblicza się tu dla modułu eliptycznego, który jest odwrotnością parametru {\displaystyle k}, inaczej niż w przypadku ruchu oscylacyjnego. Musi tak być z tego m.in. względu, że całka eliptyczna {\displaystyle K(k')} ma wartości rzeczywiste tylko gdy {\displaystyle |k'|<0}, tu zaś {\displaystyle k>1}.
(2) Starsze wydanie W. Rubinowicz, W. Królikowski, Mechanika teoretyczna, omyłkowo podaje {\displaystyle T={\tfrac {4}{\Omega _{0}}}K\left(k\right)}. Z tego wzoru otrzymuje się liczbę zespoloną.

## Całkowita energia mechaniczna a mody ruchu wahadła. Krzywe fazowe

Studnia energii potencjalnej wahadła

(a) Wykres energii potencjalnej wahadła prostego podzielonej przez maksymalną energię w zależności od kąta wychylenia (u góry) (b) krzywe fazowe, tj. krzywe zależności współrzędnej prędkości kątowej wahadła od kąta odchylenia (u dołu). Krzywe zamknięte dla oraz nie mają sensu fizycznego.
Trajektorie otwarte przechodzące ponad i poniżej separatriksa odpowiadają odpowiednio obrotom w kierunku przeciwnym do ruchu wskazówek zegara i zgodnym z ruchem wskazówek zegara.

Jeżeli brak jest oporów ruchu (co tutaj zakładamy), to całkowita energia mechaniczna wahadła {\displaystyle E_{calkowita}} nie zmienia się; można ją przyjąć jako najogólniejszy parametr w analizie ruchu wahadła zamiast innych warunków początkowych. Od wielkości całkowitej energii mechanicznej zależy bowiem, jaki rodzaj ruchu (mod) będzie wykonywać wahadło: ruch oscylacyjny, asymptotyczny czy rotacyjny.  
Innym sposobem analizy układów nieliniowych, do których należy wahadło, jest analiza krzywych fazowych.  W ogólnym przypadku są to krzywe, przedstawiające zależność prędkości uogólnionych od współrzędnych uogólnionych układu dynamicznego.  
Krzywe fazowe w przypadku wahadła przedstawiają zależność prędkości kątowej wahadła od jego położenia kątowego. Równania  krzywych fazowych zadaje się za pomocą równań parametrycznych {\displaystyle \theta (t)}, {\displaystyle \omega (t)={\tfrac {d\theta }{dt}}}, gdzie parametrem jest czas ruchu {\displaystyle t}. 
Niech {\displaystyle E_{\pi }=2mgl} oznacza energię potrzebną do odchylenia wahadła z dolnego położenia równowagi do położenia górnego w pionie, tj. do odchylenia o kąt {\displaystyle \pi [rad]=180^{\circ },} gdzie {\displaystyle \ell } - długość wahadła. 
Wykresy fazowe pozwalają odróżnić poszczególne przypadki ruchu:
1) {\displaystyle E_{calkowita}<E_{\pi }} - wtedy wahadło wykonuje ruch oscylacyjny pomiędzy {\displaystyle -\theta _{0}} a {\displaystyle \theta _{0}}. Krzywe fazowe są krzywymi zamkniętymi; kształt krzywych fazowych jest niezależny od warunków początkowych, zależy jedynie od energii całkowitej - im większa jest ta energia, tym dalej odsunięta jest krzywa od punktu {\displaystyle (0,0)}.
2) {\displaystyle E_{calkowita}=E_{\pi }} - wtedy wahadło wykonuje ruch asymptotyczny i osiąga stan równowagi nietrwałej w punkcie {\displaystyle (-\pi ,0)}, gdy poruszało się przeciwnie do założonego dodatniego kierunku obrotu lub w punkcie lub {\displaystyle (\pi ,0)}, gdy poruszało się zgodnie z nim; zależnie od tego mamy dwie otwarte krzywe fazowe; krzywe te stykają się ze sobą w punktach {\displaystyle (-\pi ,0)} oraz {\displaystyle (\pi ,0)}.
3) {\displaystyle E_{calkowita}>E_{\pi }} - wtedy wahadło wykonuje ruch obrotowy, co oznacza że kąt obrotu stałe zwiększa swoją wartość. Krzywe fazowe są krzywymi otwartymi; kształt krzywych fazowych jest niezależny od warunków początkowych, zależy jedynie od energii całkowitej - im większa jest ta energia, tym dalej odsunięta jest krzywa od punktu {\displaystyle (0,0)}.

### Uniwersalny parametrk. Równania krzywych parametrycznych
Jak powiedziano wyżej, kształt krzywych fazowych nie zależy od założonych warunków początkowych, a jedynie od energii całkowitej wahadła. Warunki początkowe mają jedynie wpływ na postać równań, opisujących krzywe. Poniżej zestawiono równania parametryczne krzywych fazowych przy założeniu, iż w chwili początkowej {\displaystyle t=0} wahadło przechodziło z pewną prędkością kątową {\displaystyle \Omega _{0}} przez położenie równowagi. W równaniach użyto parametru {\displaystyle k={\tfrac {\Omega _{0}}{2\omega _{0}}}}, gdzie {\displaystyle \omega _{0}={\sqrt {\tfrac {g}{l}}}}. Parametr ten jest bezwymiarowy, co powala opisać mody ruchu wahadła w sposób uniwersalny (niezależnie od rozmiaru wahadła): 
a) ruch oscylacyjny: {\displaystyle E_{calkowita}<E_{\pi }\Leftrightarrow } {\displaystyle k<1}
b) ruch asymptotyczny: {\displaystyle E_{calkowita}=E_{\pi }\Leftrightarrow } {\displaystyle k=1}
c) ruch rotacyjny: {\displaystyle E_{calkowita}>E_{\pi }\Leftrightarrow } {\displaystyle k>1}
Powyższe warunki łatwo wyprowadzić z zasady zachowania energii mechanicznej:
{\displaystyle E_{calkowita}={\frac {m(\Omega _{0}l)^{2}}{2}}}
- całkowita energia mechaniczna wahadła, równa jego energii kinetycznej ruchu obrotowego w chwili początkowej. Z warunku {\displaystyle E_{calkowita}<E_{\pi }=2mgl} otrzymamy 
{\displaystyle {\frac {m(\Omega _{0}l)^{2}}{2}}<2mgl},
co daje:
{\displaystyle \Omega _{0}<2{\sqrt {\tfrac {g}{l}}}=2\omega _{0}}
Stąd mamy {\displaystyle k={\tfrac {\Omega _{0}}{2\omega _{0}}}<1}. Pozostałe dwa warunki wyprowadza się analogicznie.
Wzory na prędkość kątową {\displaystyle \omega (t)} wyprowadza się z zależności {\displaystyle \omega (t)={\tfrac {d\theta }{dt}}}. Wymaga to znajomości pochodnych funkcji eliptycznych Jacobiego oraz funkcji amplitudy am Jacobiego (por. funkcje eliptyczne Jacobiego).
1) Ruch oscylacyjny {\displaystyle k<1}

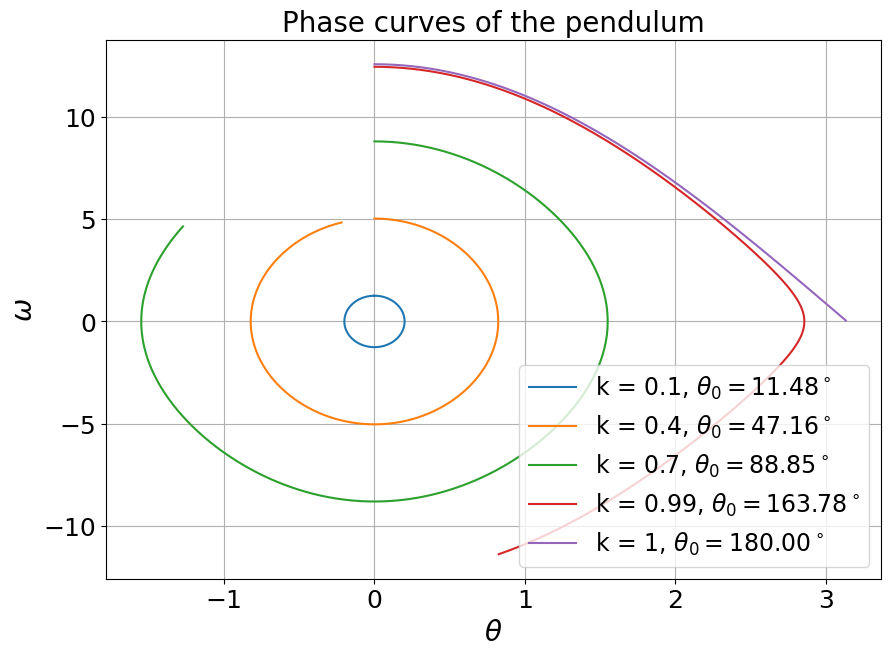
Krzywe fazowe wahadła "sekundowego" - ruch oscylacyjny i asymptotyczny, wykreślony dla czasu ', zaczynającego się od dolnego położenia pionowego z różnymi prędkościami kątowymi. Widać, że im większa amplituda drgań, tym mniejszy fragment krzywej fazowej zakreśla wahadło w ciągu czasu t= 1 sekunda. Wykres dla k=1 przedstawia ruch asymptotyczny - większość trajektorii została zakreślona w czasie 1 sekundy, pomimo to ruch trwa nieskończenie długo. Kąt ' na osi poziomej podano w radianach
(')

Równania parametryczne krzywych fazowych:
{\displaystyle {\begin{cases}\theta (t)=2\arcsin[k\cdot \operatorname {sn} (k;\omega _{0}t)]\\\omega (t)=2k\omega _{0}\operatorname {cn} (k;\omega _{0}t)\end{cases}}}
gdzie:  {\displaystyle \mathrm {arcsin} ()} - arcus sinus, {\displaystyle \mathrm {sn} (),\mathrm {cn} ()} - funkcje eliptyczne sinus i cosinus Jacobiego
2) Ruch asymptotyczny {\displaystyle k=1}
Równania parametryczne krzywych fazowych:
{\displaystyle {\begin{cases}\theta (t)=4\arctan \,[e^{\omega _{0}t}]-\pi \\\omega (t)=2\omega _{0}/\cosh(\omega _{0}t)\end{cases}}}
gdzie: {\displaystyle \mathrm {arctan} ()} - arcus tangens, {\displaystyle \mathrm {cosh} ()} - cosinus hiperboliczny
3) Ruch rotacyjny {\displaystyle k>1}
Równania parametryczne krzywych fazowych: 
{\displaystyle {\begin{cases}\theta (t)=2\cdot \mathrm {am} \left({\frac {1}{k}},\omega _{0}t\right)\\\omega (t)=2k\omega _{0}\,\mathrm {dn} {\big (}{\tfrac {1}{k}};k\omega _{0}t{\big )}\end{cases}}}
gdzie: {\displaystyle \mathrm {am} ()} - funkcja eliptyczna amplitudy Jacobiego, {\displaystyle \mathrm {dn} ()} - funkcja eliptyczna delta Jacobiego

### Symulacje ruchu wahadła i odpowiadające im krzywe fazowe

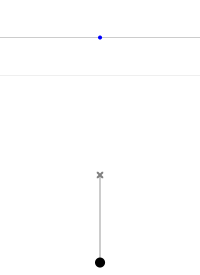
Kąt początkowy 0°, równowaga trwała.
Amplituda drgań 45°
Amplituda drgań 90°
Amplituda drgań 135°
Amplituda drgań 170°
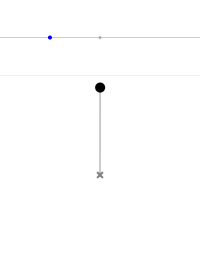
Kąt początkowy 180°, równowaga nietrwała.
Wahadło o energii nieco większej niż potrzebna na pełny obrót.
Wahadło o energii znacznie większej niż minimalna potrzebna na pełny obrót.

## Uniwersalność wzoru opisującego ruch wahadła. Co oznacza g?
Równanie ruchu wahadła jest uniwersalne - jest słuszne nie tylko dla drgań na Ziemi, ale dla drgań na dowolnym ciele niebieskim (jeśli takie wahadło można by tam zainstalować); np. na Księżycu, gdzie przyspieszenie grawitacyjne jest około 6 razy mniejsze niż na Ziemi, identyczne wahadło miałoby {\displaystyle {\sqrt {6}}} razy dłuższy okres drgań. 
Jest też słuszne np. w windzie, spadającej z przyspieszeniem w kierunku Ziemi. Gdyby winda poruszała się z przyspieszeniem ziemskim, to przedmioty znajdujące się w niej byłyby w stanie nieważkości. Wyjaśnienie tego jest następujące:  do opisu ruchu wahadła w układzie odniesienia związanym z windą, który z racji ruchu przyspieszonego względem Ziemi jest układem nieinercjalnym, trzeba wprowadzić oprócz siły grawitacji siłę bezwładności - jeżeli winda poruszałaby się z przyspieszeniem ziemskim, to siła ciężkości ciała  byłaby równoważona przez siłę bezwładności, działającej na to ciało - ciało byłoby się w stanie nieważkości. W zależności od warunków początkowych ciało wahadła spoczywałoby (było w równowadze trwałej) albo poruszało się ruchem jednostajnym po okręgu.
W równaniu ruchu wahadła współczynnik {\displaystyle g} należy więc rozumieć jako przyspieszenie ciał swobodnie spadających, mierzone w układzie nieruchomym względem punktu zamocowania nici wahadła. Łatwo pokazać zgodność powyższych efektów (obserwowanych np. w stacjach krążących wokół Ziemi) z opisem matematycznym: Z równania ogólnego ruchu wahadła dla {\displaystyle g=0} otrzymamy proste równanie różniczkowe
{\displaystyle {\frac {d^{2}\theta (t)}{dt^{2}}}=0,}
z którego natychmiast wynika rozwiązanie: 
{\displaystyle \theta (t)=\omega _{0}t+\theta _{0}},
gdzie: {\displaystyle \theta _{0}} - położenie kątowe początkowe wahadła, {\displaystyle \omega _{0}} - początkowa prędkość kątowa, nadana wahadłu. 
Gdy {\displaystyle \omega _{0}=0}, to wahadło będzie w pozycji nieruchomej; w przeciwnym razie będzie wykonywać ruch jednostajny po okręgu.

## Opis ruchu wahadła w ramach mechaniki Lagrange'a
Z definicji wahadła prostego, jego ruch jest ograniczony przez więzy do ruchu po okręgu. Suma składowych sił działających na ciało prostopadłe do toru ruchu jest siłą dośrodkową, jej wartość określa wzór
{\displaystyle F_{r}=-{\frac {mv}{\ell }}^{2},}
przy czym znak „minus” jest dlatego, że siła działa w stronę środka okręgu, przeciwnie do zwrotu współrzędnej układu współrzędnych biegunowych. Zależność tej siły od kąta {\displaystyle \theta } można określić wyznaczając prędkość wahadła z zasady zachowania energii, co daje
{\displaystyle v^{2}=2g\ell (\cos \theta -\cos \theta _{0}),}
gdzie {\displaystyle \theta _{0}} – kąt maksymalnego odchylenia wahadła.
Siłę napięcia nici określa wzór
{\displaystyle T(\theta )=F_{r}-mg\cos \theta =-mg(3\cos \theta -2\cos \theta _{0}).}
W przyjętym tu układzie współrzędnych biegunowych, który jest zgodny z więzami, wyznaczenie siły reakcji więzów jest niepotrzebne do opisu ruchu wahadła. Wyznaczenie tej siły byłoby konieczne, gdyby siły opisywać w układzie współrzędnych kartezjańskich. Dobór układu współrzędnych zgodnych z więzami stanowi podstawę sformułowania mechaniki klasycznej w ujęciu mechaniki Lagrange’a. 
W ramach mechaniki Lagrange'a wyprowadza się równanie ruchu wahadła matematycznego (pomijamy to tutaj). Jednak metoda Lagrange'a, która zrodziła się w rozwiazywaniu problemów klasycznej fizyki,  znajduje znacznie poważniejsze zastosowania we współczesnej teorii pola (w fizyce cząstek elementarnych), gdzie równania ruchu cząstek wyprowadza się poprzez konstrukcję odpowiedniego Lagranżjanu.

## Wahadło matematyczne – tabela okresów drgań dla dowolnie dużych amplitud
| {\displaystyle \theta _{0}} | {\displaystyle T/T_{0}} | {\displaystyle \theta _{0}} | {\displaystyle T/T_{0}} | {\displaystyle \theta _{0}} | {\displaystyle T/T_{0}} | {\displaystyle \theta _{0}} | {\displaystyle T/T_{0}} | {\displaystyle \theta _{0}} | {\displaystyle T/T_{0}} | {\displaystyle \theta _{0}} | {\displaystyle T/T_{0}} | {\displaystyle \theta _{0}} | {\displaystyle T/T_{0}} | {\displaystyle \theta _{0}} | {\displaystyle T/T_{0}} | {\displaystyle \theta _{0}} | {\displaystyle T/T_{0}}  |
| --------------------------- | ----------------------- | --------------------------- | ----------------------- | --------------------------- | ----------------------- | --------------------------- | ----------------------- | --------------------------- | ----------------------- | --------------------------- | ----------------------- | --------------------------- | ----------------------- | --------------------------- | ----------------------- | --------------------------- | ------------------------ |
| 2°                          | 1.0001                  | 22°                         | 1.0093                  | 42°                         | 1.0347                  | 62°                         | 1.0785                  | 82°                         | 1.1454                  | 102°                        | 1.2439                  | 122°                        | 1.3905                  | 142°                        | 1.6238                  | 162°                        | 2.0724                   |
| 4°                          | 1.0003                  | 24°                         | 1.0111                  | 44°                         | 1.0382                  | 64°                         | 1.0841                  | 84°                         | 1.1537                  | 104°                        | 1.2560                  | 124°                        | 1.4090                  | 144°                        | 1.6551                  | 164°                        | 2.1453                   |
| 6°                          | 1.0007                  | 26°                         | 1.0130                  | 46°                         | 1.0418                  | 66°                         | 1.0898                  | 86°                         | 1.1622                  | 106°                        | 1.2686                  | 126°                        | 1.4283                  | 146°                        | 1.6884                  | 166°                        | 2.2284                   |
| 8°                          | 1.0012                  | 28°                         | 1.0151                  | 48°                         | 1.0457                  | 68°                         | 1.0959                  | 88°                         | 1.1711                  | 108°                        | 1.2817                  | 128°                        | 1.4485                  | 148°                        | 1.7240                  | 168°                        | 2.3248                   |
| 10°                         | 1.0019                  | 30°                         | 1.0174                  | 50°                         | 1.0498                  | 70°                         | 1.1021                  | 90°                         | 1.1803                  | 110°                        | 1.2953                  | 130°                        | 1.4698                  | 150°                        | 1.7622                  | 170°                        | 2.4394                   |
| 12°                         | 1.0027                  | 32°                         | 1.0199                  | 52°                         | 1.0540                  | 72°                         | 1.1087                  | 92°                         | 1.1899                  | 112°                        | 1.3096                  | 132°                        | 1.4922                  | 152°                        | 1.8033                  | 172°                        | 2.5801                   |
| 14°                         | 1.0037                  | 34°                         | 1.0225                  | 54°                         | 1.0585                  | 74°                         | 1.1155                  | 94°                         | 1.1999                  | 114°                        | 1.3244                  | 134°                        | 1.5157                  | 154°                        | 1.8478                  | 174°                        | 2.7621                   |
| 16°                         | 1.0049                  | 36°                         | 1.0252                  | 56°                         | 1.0632                  | 76°                         | 1.1225                  | 96°                         | 1.2103                  | 116°                        | 1.3399                  | 136°                        | 1.5405                  | 156°                        | 1.8962                  | 176°                        | 3.0193                   |
| 18°                         | 1.0062                  | 38°                         | 1.0282                  | 58°                         | 1.0681                  | 78°                         | 1.1299                  | 98°                         | 1.2210                  | 118°                        | 1.3560                  | 138°                        | 1.5667                  | 158°                        | 1.9492                  | 178°                        | 3.4600                   |
| 20°                         | 1.0077                  | 40°                         | 1.0313                  | 60°                         | 1.0732                  | 80°                         | 1.1375                  | 100°                        | 1.2322                  | 120°                        | 1.3729                  | 140°                        | 1.5944                  | 160°                        | 2.0075                  | 180°                        | {\displaystyle +\infty } |

W powyższej tabeli zamieszczono wartości względne {\displaystyle T(\theta _{0})/T_{0}} okresów drgań wahadła nietłumionego w zależność od amplitudy drgań {\displaystyle \theta _{0}}, gdzie {\displaystyle T_{0}} - okres małych drgań:
{\displaystyle T(\theta _{0})/T_{0}=K\left(\sin {\frac {\theta _{0}}{2}}\right)/K(0)}
przy czym {\displaystyle K(0)={\tfrac {\pi }{2}}}. Powyższy wzór wynika z zależności
{\displaystyle T(\theta _{0})=4{\sqrt {\frac {\ell }{g}}}\,\cdot K\left(\sin {\frac {\theta _{0}}{2}}\right)}
skąd w szczególności dla {\displaystyle \theta _{0}=0} mamy {\displaystyle T_{0}\equiv T(0)=4{\sqrt {\tfrac {\ell }{g}}}\,K(0).}
Potrzebne w obliczeniach tabeli wartości całek eliptycznych zupełnych pierwszego rodzaju {\displaystyle K\left(\sin {\frac {\theta _{0}}{2}}\right)} są stabelaryzowane (patrz tu – należy odszukać kąt {\displaystyle \alpha =\theta _{0}/2} i odczytać wartość całki {\displaystyle K}). 
Na podstawie pokazanej tu tabeli można wyznaczyć okres drgań wahadła o amplitudzie {\displaystyle \theta _{0}} i długości {\displaystyle \ell } mnożąc wartość odczytaną z tabeli przez {\displaystyle T_{0}=4{\sqrt {\tfrac {\ell }{g}}}\,K(0)=2\pi {\sqrt {\tfrac {\ell }{g}}}} (gdyż {\displaystyle K(0)={\tfrac {\pi }{2}}}). Tabela ta może służyć też do testowania algorytmów obliczania złożonych ruchów, co omówiono poniżej.

## Drgania tłumione i wymuszone wahadła matematycznego
W omówionych tu zagadnieniach opisane były drgania swobodne wahadła matematycznego i fizycznego, tj. drgania odbywające się jedynie pod wpływem siły ciężkości oraz siły reakcji nici czy podpory. Siły grawitacji są siłami zachowawczymi. Podobnie zachowawcze są rozważane tu siły reakcji, gdy punkt zaczepienia nici jest nieruchomy (siła reakcji nie zależy wtedy jawnie od czasu i działa prostopadle do chwilowego kierunku ruchu wahadła; w konsekwencji taka siła reakcji nie wykonuje pracy). Energia mechaniczna wahadła poddanego działaniu tylko tych sił byłaby zachowana i w konsekwencji powodowałaby jego nieustanny ruch.
Rzeczywiste układy drgające wprawione w ruch po pewnym czasie zatrzymują się pod wpływem oporów ruchu (np. oporów powietrza), chyba że działa na nie siła wymuszająca ruch, jak to jest w przypadku wahadeł zegarów. Uwzględnienie sił oporów ruchu lub sił wymuszających ruch prowadzi do równań wahadła tłumionego lub wymuszonego (por. Ruch harmoniczny tłumiony oraz Oscylator harmoniczny wymuszony). Rozwiązanie tych równań w ogólnym przypadku jest niezwykle złożone. Z pomocą przychodzą metody numeryczne, niżej omówione.

## Całkowanie numeryczne równań ruchu wahadła matematycznego

### Wahadło nietłumione

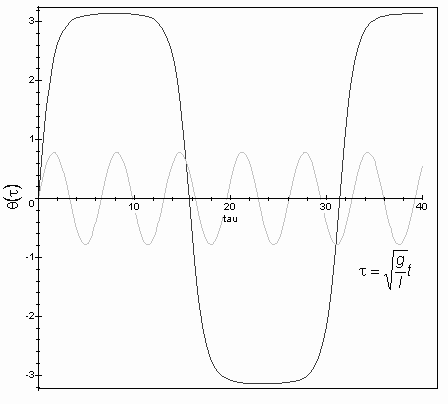
Zależności kąta wychylenia od czasu dla wahadeł o tej samej długości, mających różne amplitudy kątowe drgań: 0,25π =45° (szary) oraz 0,99π =178° (czarny), wyprowadzone z ogólnego równania ruchu wahadła

Równanie ogólne drgań wahadła matematycznego, podane na początku artykułu, jest równaniem różniczkowym zwyczajnym drugiego rzędu. Pokazane wyżej metody analityczne rozwiązania tego równania odwołują się do funkcji eliptycznych Jacobiego, które są funkcjami nieelementarnymi.
Równanie to można także rozwiązać efektywnie metodami numerycznymi, np. stosując metody Rungego-Kutty. Metoda polega na tym, że wprowadzając nową zmienną {\displaystyle \omega =\theta (t)'} (która de facto ma sens prędkości kątowej wahadła) równanie to sprowadza się do układu dwóch równań różniczkowych pierwszego rzędu
{\displaystyle {\begin{cases}{\frac {d\theta (t)}{dt}}=\omega (t),\\{\frac {d\omega (t)}{dt}}=-{\frac {g}{\ell }}\cdot \sin \theta ,\end{cases}}}
a następnie układ tych równań rozwiązuje się iteracyjnie, znajdując np. zależność kata odchylenia wahadła {\displaystyle \theta (t_{n})} w zależności od dyskretnych chwil czasu {\displaystyle t_{n}} czy też okres drgań {\displaystyle T(\theta _{0}).} (Przykład kodu programu w C++ podano tutaj)

### Wahadło tłumione, z siłą wymuszającą

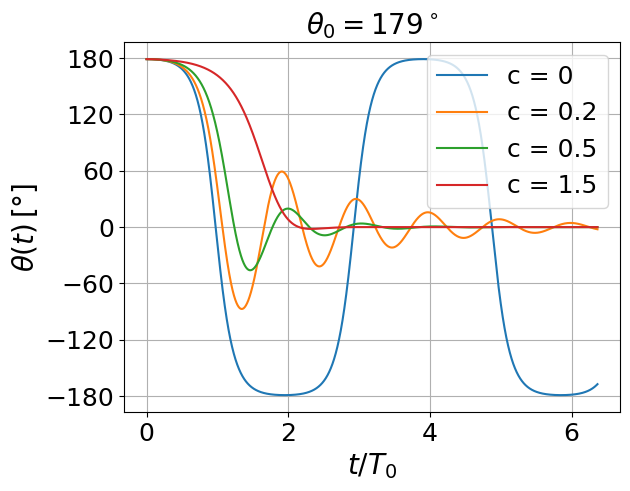
Zależności kąta wychylenia od czasu dla wahadła o amplitudzie drgań swobodnych 179° dla różnych współczynników tłumienia (obliczenia uzyskane metodą Rungego-Kutty).

Znalezienie rozwiązania analitycznego równania ruchu złożonych układów fizycznych jest w ogólnym przypadku niemożliwe. Jednak metody numeryczne pozwalają efektywnie rozwiązywać te równania ruchu. Np. równanie ruchu wahadła z tłumieniem i z siłą wymuszającą ma postać
{\displaystyle {\frac {d^{2}\theta (t)}{dt^{2}}}+2\beta {\frac {d\theta (t)}{dt}}+{\frac {g}{\ell }}\sin \theta (t)=F(t)}
gdzie:
{\displaystyle \beta } – współczynnik tłumienia,
{\displaystyle F(t)} – siła wymuszająca, zależna dowolnie od czasu.
Wprowadzając nową zmienną {\displaystyle \omega =\theta (t)'} powyższe równanie sprowadza się do układu dwóch równań różniczkowych pierwszego rzędu
{\displaystyle {\begin{cases}{\frac {d\theta (t)}{dt}}=\omega (t)\\{\frac {d\omega (t)}{dt}}=-2\beta \omega (t)-{\frac {g}{\ell }}\sin \theta (t)+F(t)\end{cases}}}
Układ ten rozwiązuje się iteracyjnie, np. metodą Rungego-Kutty, co prowadzi do znalezienia dyskretnych wartości {\displaystyle \theta (t_{n}),\omega (t_{n})} w zależności od dyskretnych chwil czasu {\displaystyle t_{n}} w zadanym przedziale całkowania równań. (Przykład kodu programu w języku python, wraz z generowaniem wykresów drgań, podano tutaj).

## Wahadło fizyczne
Wahadło fizyczne jest to bryła sztywna zawieszona na stałej osi poziomej w jednorodnym polu grawitacyjnym, która wykonuje drgania wokół tej osi raz w jedną, raz w drugą stronę lub wykonuje ruch asymptotyczny, polegający na zbliżaniu się w nieskończenie długim czasie do położenia pionowego, w pozycji odwróconej o 180 stopni od położenia równowagi trwałej, lub obraca się wokół tej osi - czyli wykonuje ruchy analogiczne jak wahadło matematyczne. 
Na wahadło wychylone z położenia równowagi o kąt {\displaystyle \theta } działa moment siły:
{\displaystyle M=mgd\sin \theta .}
gdzie:
- {\displaystyle d} – odległość od punktu zawieszenia do środka ciężkości bryły,
- {\displaystyle g} – przyspieszenie ziemskie,
- {\displaystyle m} – masa wahadła.

Podstawiając powyższe wyrażenie do równania II zasady dynamiki ruchu obrotowego otrzymuje się równanie ruchu wahadła fizycznego
{\displaystyle {\frac {d^{2}\theta (t)}{dt^{2}}}+{\frac {mgd}{I}}\sin \theta (t)=0.}
gdzie: {\displaystyle I} – moment bezwładności wahadła względem osi obrotu.
Podstawiając do powyższego równania tzw. długość zredukowaną
{\displaystyle \ell _{f}={\frac {I}{md}}}
równanie ruchu wahadła fizycznego przyjmie identyczną postać jak równanie ruchu wahadła matematycznego.  Oznacza to, że wszystkie wnioski dotyczące ruchu wahadła fizycznego są identyczne z wnioskami dotyczącymi wahadła matematycznego. Przykładowo okres drgań wahadła fizycznego dany jest wzorem:
{\displaystyle T=2\pi {\sqrt {\frac {I}{mgd}}}=2\pi {\sqrt {\frac {\ell _{f}}{g}}}}
czyli wzorem, jakie miałoby wahadło matematyczne o długości równej długości zredukowanej wahadła fizycznego.
Ze względu na powyższą równoważność:
Opis ruchu wahadła matematycznego jest wystarczający do określenia ruchu wszystkich typów wahadeł fizycznych.

### Wahadło matematyczne jako szczególne wahadło fizyczne
Z drugiej strony wahadło matematyczne, które jest masą punktową zawieszoną na nieważkiej nici, może być traktowane jako szczególna bryła sztywna, ma bowiem ściele określony moment bezwładności i odległość od środka obrotu do środka masy, danych oczywistymi wzorami:
{\displaystyle I=m\ell ^{2},}
{\displaystyle d=\ell .}

### Zastosowania wahadła fizycznego
Wahadło fizyczne stosuje się jako przyrząd do dokładnego pomiaru przyspieszenia ziemskiego. Przykładem wahadła do pomiaru przyspieszenia ziemskiego (oraz jako przyrządu dydaktycznego) jest wahadło rewersyjne.

## Inne rodzaje wahadeł

Ruch podwójnego wahadła matematycznego

W fizyce rozważa się kilka modeli wahadeł, które nie spełniają założeń wahadła matematycznego lub fizycznego. Przykładami są:
- wahadło sferyczne – ciało na nierozciągliwej nici, ale jego ruch nie jest ograniczony do płaszczyzny,
- wahadło stożkowe – ciało na nierozciągliwej nici, a ciało porusza się po okręgu,
- wahadło podwójne – ciało wahadła jest punktem zawieszenia kolejnego wahadła, może być rozważane jako płaskie i sferyczne, matematyczne i fizyczne,

- wahadło elastyczne (z rozciągliwą nicią)
- tautochrona (wahadło cykloidalne) – wahadło o okresie niezależnym od amplitudy drgań[26][27]  (niżej omówione),Pięć izochronicznych (o tym samym okresie) cykloidalnych wahadeł o różnych amplitudach.

Pięć izochronicznych (o tym samym okresie) cykloidalnych wahadeł o różnych amplitudach.

- wahadło Foucaulta  (niżej omówione)

Inne układy drgające:
- wahadło torsyjne
- wahadło sprężynowe

### Wahadło o okresie niezależnym od amplitudy

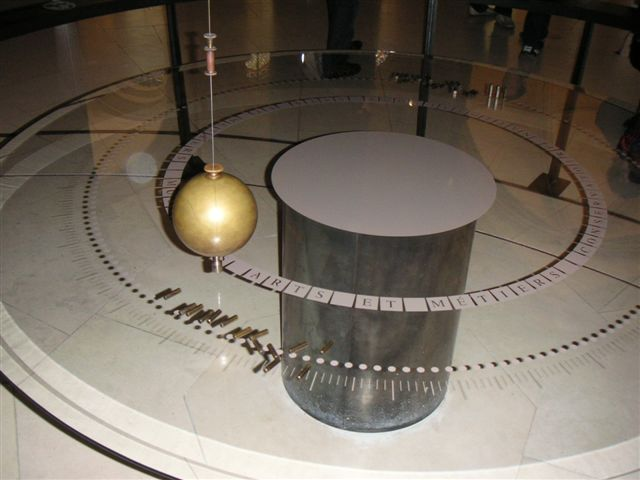
Wahadło Foucaulta w Muzeum Sztuk i Rzemiosł w Paryżu; w miarę obrotu wahadło przewraca ustawione wokoło klocki.

Problemem konstruowania dokładnych zegarów wahadłowych, których szybkość chodu nie zależy od amplitudy drgań, zajmował się Christiaan Huygens, wykazał, że niezależność szybkości chodu zapewni zmniejszanie długość nici wahadła wraz z wychyleniem; następnie wykazał, że zrealizuje to wahadło cykloidalne, tj. wahadło, w którym nić lub elastyczny element zawieszenia, będzie owijać się na cykloidzie o poziomej osi i promieniu równym ćwierci długości wahadła. W ten sposób skonstruował wahadło o okresie niezależnym od amplitudy.
Problem wahadła o okresie niezależnym od amplitudy sprowadza się do wyznaczenia takiej krzywej, że ciało poruszając pod działaniem stałej siły grawitacji po niej w takim samym czasie przemieści się od punktu ruszenia do jej najniższego punktu. Krzywa zwana jest tautochroną i jest cykloidą.

### Wahadło Foucaulta

Animacja ruchu wahadła Foucaulta w Paryżu widziana ze Słońca. – trajektoria ciężarka. W środku umieszczono słupek, który rzuca cień Słońca. – rzut trajektorii ciężarka na obracającą się Ziemię (obrót dobowy Ziemi został wyolbrzymiony 1 obrót w 110 s).

Płaszczyzna drgań wahadła znajdującego się na Ziemi poza równikiem powoli obraca się względem Ziemi. Zjawisko to można wyjaśnić jako efekt działania siły Coriolisa wywołanej ruchem wahadła na obracającej się Ziemi. Wahadło umożliwiające obserwację tego efektu, jest nazywane wahadłem Foucaulta.
Okres obrotu płaszczyzny wahadła w dla obserwatora znajdującego się na obracającej się Ziemi opisuje wzór:
{\displaystyle T={\frac {24\operatorname {h} }{\sin \varphi }},}
gdzie {\displaystyle \varphi } – szerokość geograficzna, na której znajduje się wahadło. Np. dla szerokości geograficznej 52° (okolice Warszawy) okres wahadła Foucaulta wynosi około 30 h 27 min i maleje ze wzrostem szerokości geograficznej. Na biegunach okres ten wynosi 24 h.